# Albi di Diabolik
Lista degli albi di Diabolik, fumetto creato da Angela Giussani nel 1962 (la sorella Luciana Giussani cominciò a lavorare in redazione dal n° 14 del 1964 La donna decapitata).
Il primo albo di Diabolik è stato pubblicato il 1º novembre 1962. La prima ristampa è stata inaugurata il 10 luglio 1978 mentre la casa editrice Astorina ha incominciato a pubblicare la seconda ristampa dal 1º luglio 1994. Da gennaio 2021 è stata inaugurata la serie Anastatika ovvero la ristampa anastatica dei primi numeri della serie, inizialmente previsti i numeri dall'1 al 50 (con doppia ristampa per i numeri 1 Zarcone/Marchesi e 2 Kalissa/Brazzoduro) e poi estesa con i numeri dal 51 al 100, poi estesa con i numeri dal 101 fino al 150 ed ancora fino al 180. Ad oggi (Nov 2024) la serie delle ristampe è stata ulteriormente estesa fino al numero 232 (ovvero il n.26 anno XI).
| Indice 1962-1964 · 1965 · 1966 · 1967 · 1968 · 1969 · 1970 · 1971 · 1972 · 1973 · 1974 · 1975 · 1976 · 1977 · 1978 · 1979 · 1980 · 1981 · 1982 · 1983 · 1984 · 1985 · 1986 · 1987 · 1988 · 1989 · 1990 · 1991 · 1992 · 1993 · 1994 · 1995 · 1996 · 1997 · 1998 · 1999 · 2000 · 2001 · 2002 · 2003 · 2004 · 2005 · 2006 · 2007 · 2008 · 2009 · 2010 · 2011 · 2012 · 2013 · 2014 · 2015 · 2016 · 2017 · 2018 · 2019 · 2020 · 2021 · 2022 · 2023 · 2024 · 2025 |

## Direttore responsabile
Direttore Responsabile:
- Angela Giussani (dal nº1, prima serie - 01/11/1962)
- Carlo Forni (dal nº26, seconda serie - 27/12/1965)
- Gino Sansoni (dal nº25, Anno V - 12/12/1966)
- Angela Giussani (dal nº16, Anno VIII - 04/08/1969)
- Luciana Giussani (dal n°5, Anno XXVI - 01/05/1987)
- Patricia Martinelli (dal n°3, Anno XXXI - 01/05/1992)
- Elvio Fantini (dal n°5, Anno XXXIX - 01/05/2000)
- Mario Gomboli (dal n°7, Anno XLVI - 01/07/2007)

## Prezzo
| Prezzo          | Numeri                   | Quantità |
| --------------- | ------------------------ | -------- |
| ₤ 150           | dal 01/11/62 al 22/06/70 | 167      |
| ₤ 200           | dal 06/07/70 al 07/01/74 | 92       |
| ₤ 250           | dal 21/01/74 al 14/03/77 | 83       |
| ₤ 300           | dal 28/03/77 al 16/07/79 | 58       |
| ₤ 350           | dal 30/07/79 al 02/06/80 | 20       |
| ₤ 400           | dal 16/06/80 al 02/02/81 | 16       |
| ₤ 500           | dal 02/03/81 al 15/07/82 | 20       |
| ₤ 600           | dal 01/08/82 al 01/06/83 | 12       |
| ₤ 700           | dal 01/07/83 al 15/08/84 | 18       |
| ₤ 800           | dal 01/09/84 al 01/06/85 | 10       |
| ₤ 900           | dal 01/07/85 al 01/12/86 | 22       |
| ₤ 1000          | dal 01/01/87 al 01/06/88 | 18       |
| ₤ 1200          | dal 01/07/88 al 01/12/88 | 6        |
| ₤ 1300          | dal 01/01/89 al 01/05/89 | 3        |
| ₤ 1500          | dal 01/07/89 al 01/11/90 | 11       |
| ₤ 1800          | dal 01/01/91 al 01/11/91 | 7        |
| ₤ 2000          | dal 01/01/92 al 01/05/94 | 17       |
| ₤ 2300          | dal 01/07/94 al 01/06/95 | 12       |
| ₤ 2500          | dal 01/07/95 al 01/12/97 | 30       |
| ₤ 2800          | dal 01/01/98 al 01/06/99 | 18       |
| ₤ 3000          | dal 01/07/99 al 01/12/99 | 6        |
| ₤ 3000 / € 1,55 | dal 01/01/00 al 01/02/02 | 26       |
| € 1,60          | dal 01/03/02 al 01/02/03 | 12       |
| € 1,70          | dal 01/03/03 al 01/05/05 | 27       |
| € 1,90          | dal 01/06/05 al 01/05/08 | 36       |
| € 2,00          | dal 01/06/08 al 01/07/11 | 38       |
| € 2,20          | dal 01/08/11 al 01/05/15 | 46       |
| € 2,50          | dal 01/06/15 al 01/06/19 | 49       |
| € 2,80          | dal 01/07/19 al 01/06/22 | 42       |
| € 3,00          | dal 01/06/22 al 01/07/24 | 26       |
| € 3,50          | dal 01/08/24 ad oggi     |          |

## Prima serie Anno I-III - 1-3 (1962-1964)
| N° (serie) | N° (anno) | Titolo                     | Data INEDITO         | Data prima ristampa R         | Data seconda ristampa SWISS   | Data ristampa Anastatika                                   |
| ---------- | --------- | -------------------------- | -------------------- | ----------------------------- | ----------------------------- | ---------------------------------------------------------- |
| 1          | 1         | Il re del terrore          | 01/11/1962 (Zarcone) | 10/07/1978 (Marchesi, 1964)   | 01/07/1994 (Zarcone, 1962)    | 05/01/2021 (due albi: Zarcone, 1962 e Marchesi, 1964)      |
| 2          | 2         | L'inafferrabile criminale  | 01/02/1963 (Kalissa) | 24/07/1978 (Brazzoduro, 1964) | 20/07/1994 (Brazzoduro, 1964) | 12/01/2021 (Kalissa, 1963) e 21/12/2021 (Brazzoduro, 1964) |
| 3          | 3         | L'arresto di Diabolik      | 01/03/1963           | 14/08/1978                    | 20/08/1994                    | 19/01/2021                                                 |
| 4          | 4         | Atroce vendetta            | 01/04/1963           | 11/09/1978                    | 20/09/1994                    | 26/01/2021                                                 |
| 5          | 5         | Il genio del delitto       | 05/05/1963           | 11/09/1978                    | 20/10/1994                    | 02/02/2021                                                 |
| 6          | 6         | L'assassino fantasma       | 10/06/1963           | 25/09/1978                    | 20/11/1994                    | 09/02/2021                                                 |
| 7          | 7         | Terrore sul mare           | 10/07/1963           | 09/10/1978                    | 20/12/1994                    | 16/02/2021                                                 |
| 8          | 8         | Sepolto vivo!              | 10/08/1963           | 23/10/1978                    | 20/01/1995                    | 23/02/2021                                                 |
| 9          | 9         | Il treno della morte       | 10/09/1963           | 13/11/1978                    | 20/02/1995                    | 02/03/2021                                                 |
| 10         | 10        | L'impiccato                | 10/10/1963           | 27/11/1978                    | 20/03/1995                    | 09/03/2021                                                 |
| 11         | 11        | Trappola infernale         | 10/11/1963           | 11/12/1978                    | 20/04/1995                    | 16/03/2021                                                 |
| 12         | 12        | La casa del delitto        | 10/12/1963           | 25/12/1978                    | 20/05/1995                    | 23/03/2021                                                 |
| 13         | 13        | Il morto che ritorna       | 10/01/1964           | 08/01/1979                    | 20/06/1995                    | 30/03/2021                                                 |
| 14         | 14        | La donna decapitata        | 10/02/1964           | 22/01/1979                    | 20/07/1995                    | 06/04/2021                                                 |
| 15         | 15        | Lotta disperata            | 10/03/1964           | 12/02/1979                    | 20/08/1995                    | 13/04/2021                                                 |
| 16         | 16        | Ginko all'attacco          | 10/04/1964           | 26/02/1979                    | 20/09/1995                    | 20/04/2021                                                 |
| 17         | 17        | Lo sguardo che uccide!     | 10/05/1964           | 12/03/1979                    | 20/10/1995                    | 27/04/2021                                                 |
| 18         | 18        | Delitto perfetto           | 10/06/1964           | 26/03/1979                    | 20/11/1995                    | 04/05/2021                                                 |
| 19         | 19        | Il castello della morte    | 10/07/1964           | 09/04/1979                    | 20/12/1995                    | 11/05/2021                                                 |
| 20         | 20        | Gioielli di sangue         | 10/08/1964           | 23/04/1979                    | 20/01/1996                    | 18/05/2021                                                 |
| 21         | 21        | Il rapimento di Eva        | 10/09/1964           | 14/05/1979                    | 20/02/1996                    | 25/05/2021                                                 |
| 22         | 22        | Il grande ricatto          | 10/10/1964           | 28/05/1979                    | 20/03/1996                    | 01/06/2021                                                 |
| 23         | 23        | Il pugnale cinese          | 10/11/1964           | 11/06/1979                    | 20/04/1996                    | 08/06/2021                                                 |
| 24         | 24        | L'assassino dai 1000 volti | 10/12/1964           | 25/06/1979                    | 20/05/1996                    | 15/06/2021                                                 |

## Seconda serie Anno IV - 4 (1965)
| N° (serie) | N° (anno) | Titolo                         | Data       | Data prima ristampa | Data seconda ristampa | Data ristampa Anastatika |
| ---------- | --------- | ------------------------------ | ---------- | ------------------- | --------------------- | ------------------------ |
| 25         | 1         | La miniera di diamanti         | 04/01/1965 | 09/07/1979          | 20/06/1996            | 22/06/2021               |
| 26         | 2         | Il mistero della camera chiusa | 18/01/1965 | 23/07/1979          | 20/07/1996            | 29/06/2021               |
| 27         | 3         | Vendetta mortale               | 01/02/1965 | 13/08/1979          | 20/08/1996            | 06/07/2021               |
| 28         | 4         | Eredità di sangue              | 15/02/1965 | 27/08/1979          | 20/09/1996            | 13/07/2021               |
| 29         | 5         | La morte invisibile            | 01/03/1965 | 10/09/1979          | 20/10/1996            | 20/07/2021               |
| 30         | 6         | Ore d'angoscia                 | 15/03/1965 | 24/09/1979          | 20/11/1996            | 27/07/2021               |
| 31         | 7         | Morte su appuntamento          | 05/04/1965 | 08/10/1979          | 20/12/1996            | 03/08/2021               |
| 32         | 8         | Il genio della rapina          | 19/04/1965 | 22/10/1979          | 20/01/1997            | 10/08/2021               |
| 33         | 9         | L'artiglio del demonio         | 03/05/1965 | 12/11/1979          | 20/02/1997            | 17/08/2021               |
| 34         | 10        | Atroce beffa                   | 17/05/1965 | 26/11/1979          | 20/03/1997            | 24/08/2021               |
| 35         | 11        | L'ombra nella notte            | 31/05/1965 | 10/12/1979          | 20/04/1997            | 31/08/2021               |
| 36         | 12        | Scacco alla malavita           | 14/06/1965 | 24/12/1979          | 20/05/1997            | 07/09/2021               |
| 37         | 13        | Agguato mortale                | 28/06/1965 | 14/01/1980          | 20/06/1997            | 14/09/2021               |
| 38         | 14        | S.O.S. Diabolik                | 12/07/1965 | 28/01/1980          | 20/07/1997            | 21/09/2021               |
| 39         | 15        | La statua maledetta            | 26/07/1965 | 11/02/1980          | 20/08/1997            | 28/09/2021               |
| 40         | 16        | La morte di Ginko              | 09/08/1965 | 25/02/1980          | 20/09/1997            | 05/10/2021               |
| 41         | 17        | Caccia a Diabolik              | 23/08/1965 | 10/03/1980          | 20/10/1997            | 12/10/2021               |
| 42         | 18        | L'uomo di fuoco                | 06/09/1965 | 24/03/1980          | 20/11/1997            | 19/10/2021               |
| 43         | 19        | La cella della morte           | 20/09/1965 | 14/04/1980          | 20/12/1997            | 26/10/2021               |
| 44         | 20        | Musica di sangue               | 04/10/1965 | 28/04/1980          | 20/01/1998            | 02/11/2021               |
| 45         | 21        | Tradimento                     | 18/10/1965 | 12/05/1980          | 20/02/1998            | 09/11/2021               |
| 46         | 22        | Sangue nell'abisso             | 01/11/1965 | 26/05/1980          | 20/03/1998            | 16/11/2021               |
| 47         | 23        | Il mistero della bara          | 15/11/1965 | 09/06/1980          | 20/04/1998            | 23/11/2021               |
| 48         | 24        | La morte aspetta nel buio      | 29/11/1965 | 23/06/1980          | 20/05/1998            | 30/11/2021               |
| 49         | 25        | Tragica fuga                   | 13/12/1965 | 14/07/1980          | 20/06/1998            | 07/12/2021               |
| 50         | 26        | Catena di delitti              | 27/12/1965 | 28/07/1980          | 20/07/1998            | 14/12/2021               |

## Anno V - 5 (1966)
| N° (serie) | N° (anno) | Titolo                          | Data       | Data prima ristampa | Data seconda ristampa | Data ristampa Anastatika |
| ---------- | --------- | ------------------------------- | ---------- | ------------------- | --------------------- | ------------------------ |
| 51         | 1         | La casa della paura             | 10/01/1966 | 11/08/1980          | 20/08/1998            | 21/12/2021               |
| 52         | 2         | Il segreto del tatuato          | 24/01/1966 | 25/08/1980          | 20/09/1998            | 28/12/2021               |
| 53         | 3         | Tragiche notti                  | 07/02/1966 | 08/09/1980          | 20/10/1998            | 04/01/2022               |
| 54         | 4         | Terrore                         | 21/02/1966 | 22/09/1980          | 20/11/1998            | 11/01/2022               |
| 55         | 5         | Trappola di sangue              | 07/03/1966 | 13/10/1980          | 20/12/1998            | 18/01/2022               |
| 56         | 6         | Momenti disperati               | 21/03/1966 | 27/10/1980          | 20/01/1999            | 22/01/2022               |
| 57         | 7         | Il teatro della morte           | 04/04/1966 | 10/11/1980          | 20/02/1999            | 01/02/2022               |
| 58         | 8         | Implacabile vendetta            | 18/04/1966 | 24/11/1980          | 20/03/1999            | 08/02/2022               |
| 59         | 9         | Angoscia                        | 02/05/1966 | 09/12/1980          | 20/04/1999            | 15/02/2022               |
| 60         | 10        | La notte dei delitti            | 16/05/1966 | 22/12/1980          | 20/05/1999            | 22/02/2022               |
| 61         | 11        | La maledizione della perla nera | 30/05/1966 | 05/01/1981          | 20/06/1999            | 01/03/2022               |
| 62         | 12        | La via dei diamanti             | 13/06/1966 | 26/01/1981          | 20/07/1999            | 08/03/2022               |
| 63         | 13        | Prigione mortale                | 27/06/1966 | 09/02/1981          | 20/08/1999            | 15/03/2022               |
| 64         | 14        | L'ultima ora                    | 11/07/1966 | 23/02/1981          | 20/09/1999            | 22/03/2022               |
| 65         | 15        | Lotta di assassini              | 25/07/1966 | 09/03/1981          | 20/10/1999            | 29/03/2022               |
| 66         | 16        | La grande rapina                | 08/08/1966 | 23/03/1981          | 20/11/1999            | 05/04/2022               |
| 67         | 17        | Omicidio alla polizia           | 22/08/1966 | 13/04/1981          | 20/12/1999            | 12/04/2022               |
| 68         | 18        | Tragico inganno                 | 05/09/1966 | 27/04/1981          | 20/01/2000            | 19/04/2022               |
| 69         | 19        | Notte di sterminio              | 19/09/1966 | 11/05/1981          | 20/02/2000            | 26/04/2022               |
| 70         | 20        | Furia criminale                 | 03/10/1966 | 25/05/1981          | 20/03/2000            | 03/05/2022               |
| 71         | 21        | I due nemici                    | 17/10/1966 | 08/06/1981          | 20/04/2000            | 10/05/2022               |
| 72         | 22        | I fiori della morte             | 31/10/1966 | 22/06/1981          | 20/05/2000            | 17/05/2022               |
| 73         | 23        | I sette cobra                   | 14/11/1966 | 13/07/1981          | 20/06/2000            | 24/05/2022               |
| 74         | 24        | Terribile incubo                | 28/11/1966 | 27/07/1981          | 20/07/2000            | 31/05/2022               |
| 75         | 25        | Insidia fatale                  | 12/12/1966 | 10/08/1981          | 20/08/2000            | 07/06/2022               |
| 76         | 26        | La rosa di diamanti             | 26/12/1966 | 24/08/1981          | 20/09/2000            | 14/06/2022               |

## Anno VI - 6 (1967)
| N° (serie) | N° (anno) | Titolo                       | Data       | Data prima ristampa | Data seconda ristampa | Data ristampa Anastatika |
| ---------- | --------- | ---------------------------- | ---------- | ------------------- | --------------------- | ------------------------ |
| 77         | 1         | Ballata macabra              | 09/01/1967 | 14/09/1981          | 20/10/2000            | 21/06/2022               |
| 78         | 2         | Colpo di miliardi            | 23/01/1967 | 28/09/1981          | 20/11/2000            | 28/06/2022               |
| 79         | 3         | Oro insanguinato             | 06/02/1967 | 12/10/1981          | 20/12/2000            | 05/07/2022               |
| 80         | 4         | Scacco a Diabolik            | 20/02/1967 | 26/10/1981          | 20/01/2001            | 12/07/2022               |
| 81         | 5         | Paura                        | 06/03/1967 | 09/11/1981          | 20/02/2001            | 19/07/2022               |
| 82         | 6         | Il tesoro sommerso           | 20/03/1967 | 23/11/1981          | 20/03/2001            | 26/07/2022               |
| 83         | 7         | Un francobollo per l'inferno | 03/04/1967 | 14/12/1981          | 20/04/2001            | 02/08/2022               |
| 84         | 8         | Scommessa mortale            | 17/04/1967 | 28/12/1981          | 20/05/2001            | 09/08/2022               |
| 85         | 9         | Contrabbando di valuta       | 01/05/1967 | 11/01/1982          | 20/06/2001            | 16/08/2022               |
| 86         | 10        | Furto al museo               | 15/05/1967 | 25/01/1982          | 20/07/2001            | 23/08/2022               |
| 87         | 11        | Notte di sangue              | 29/05/1967 | 08/02/1982          | 20/08/2001            | 30/08/2022               |
| 88         | 12        | Il cuore di fuoco            | 12/06/1967 | 22/02/1982          | 20/09/2001            | 06/09/2022               |
| 89         | 13        | Prigionieri                  | 26/06/1967 | 08/03/1982          | 20/10/2001            | 13/09/2022               |
| 90         | 14        | Sfida alla morte             | 10/07/1967 | 22/03/1982          | 20/11/2001            | 20/09/2022               |
| 91         | 15        | La maschera dell'assassino   | 24/07/1967 | 12/04/1982          | 20/12/2001            | 27/09/2022               |
| 92         | 16        | Tragedia sul mare            | 07/08/1967 | 26/04/1982          | 20/01/2002            | 04/10/2022               |
| 93         | 17        | Nelle mani della giustizia   | 21/08/1967 | 10/05/1982          | 20/02/2002            | 11/10/2022               |
| 94         | 18        | Il nemico invisibile         | 04/09/1967 | 24/05/1982          | 20/03/2002            | 18/10/2022               |
| 95         | 19        | Solo contro tutti            | 18/09/1967 | 14/06/1982          | 20/04/2002            | 25/10/2022               |
| 96         | 20        | Il vagone blindato           | 02/10/1967 | 28/06/1982          | 20/05/2002            | 01/11/2022               |
| 97         | 21        | La legge del più forte       | 16/10/1967 | 12/07/1982          | 20/06/2002            | 08/11/2022               |
| 98         | 22        | Corsa alla morte             | 30/10/1967 | 26/07/1982          | 20/07/2002            | 15/11/2022               |
| 99         | 23        | Nel covo di Diabolik         | 13/11/1967 | 09/08/1982          | 20/08/2002            | 22/11/2022               |
| 100        | 24        | La morte di Eva              | 27/11/1967 | 23/08/1982          | 20/09/2002            | 29/11/2022               |
| 101        | 25        | Spietati criminali           | 11/12/1967 | 13/09/1982          | 20/10/2002            | 06/12/2022               |
| 102        | 26        | Ragnatela mortale            | 25/12/1967 | 27/09/1982          | 20/11/2002            | 13/12/2022               |

## Anno VII - 7 (1968)
| N° (serie) | N° (anno) | Titolo                 | Data       | Data prima ristampa | Data seconda ristampa | Data ristampa Anastatika |
| ---------- | --------- | ---------------------- | ---------- | ------------------- | --------------------- | ------------------------ |
| 103        | 1         | Ore di terrore         | 08/01/1968 | 11/10/1982          | 20/12/2002            | 20/12/2022               |
| 104        | 2         | Incubo                 | 22/01/1968 | 25/10/1982          | 20/01/2003            | 27/12/2022               |
| 105        | 3         | L'arresto di Eva       | 05/02/1968 | 08/11/1982          | 20/02/2003            | 03/01/2023               |
| 106        | 4         | L'idolo di sangue      | 19/02/1968 | 22/11/1982          | 20/03/2003            | 10/01/2023               |
| 107        | 5         | Diabolik, chi sei?     | 04/03/1968 | 13/12/1982          | 20/04/2003            | 17/01/2023               |
| 108        | 6         | Agguato sul fondo      | 18/03/1968 | 27/12/1982          | 20/05/2003            | 24/01/2023               |
| 109        | 7         | Il soffio della morte  | 01/04/1968 | 10/01/1983          | 20/06/2003            | 31/01/2023               |
| 110        | 8         | Eva contro Diabolik    | 15/04/1968 | 24/01/1983          | 20/07/2003            | 07/02/2023               |
| 111        | 9         | La bisca clandestina   | 29/04/1968 | 14/02/1983          | 20/08/2003            | 14/02/2023               |
| 112        | 10        | I due assassini        | 13/05/1968 | 28/02/1983          | 20/09/2003            | 21/02/2023               |
| 113        | 11        | Colpo alla zecca       | 27/05/1968 | 14/03/1983          | 20/10/2003            | 28/02/2023               |
| 114        | 12        | Sangue per un diamante | 10/06/1968 | 28/03/1983          | 20/11/2003            | 07/03/2023               |
| 115        | 13        | Inesorabile morsa      | 24/06/1968 | 11/04/1983          | 20/12/2003            | 14/03/2023               |
| 116        | 14        | Le tre chiavi          | 08/07/1968 | 25/04/1983          | 20/01/2004            | 21/03/2023               |
| 117        | 15        | La strada della morte  | 22/07/1968 | 09/05/1983          | 20/02/2004            | 28/03/2023               |
| 118        | 16        | Il delitto di Ginko    | 05/08/1968 | 23/05/1983          | 20/03/2004            | 04/04/2023               |
| 119        | 17        | Inganno fatale         | 19/08/1968 | 13/06/1983          | 20/04/2004            | 11/04/2023               |
| 120        | 18        | Notte di violenza      | 01/09/1968 | 27/06/1983          | 20/05/2004            | 18/04/2023               |
| 121        | 19        | Ad ogni costo          | 16/09/1968 | 11/07/1983          | 20/06/2004            | 25/04/2023               |
| 122        | 20        | La cattura di Diabolik | 30/09/1968 | 25/07/1983          | 20/07/2004            | 02/05/2023               |
| 123        | 21        | Assassini in fuga      | 14/10/1968 | 08/08/1983          | 20/08/2004            | 09/05/2023               |
| 124        | 22        | Duello mortale         | 28/10/1968 | 22/08/1983          | 20/09/2004            | 16/05/2023               |
| 125        | 23        | Ginko in ostaggio      | 11/11/1968 | 12/09/1983          | 20/10/2004            | 26/05/2023               |
| 126        | 24        | L'uomo senza legge     | 25/11/1968 | 26/09/1983          | 20/11/2004            | 30/05/2023               |
| 127        | 25        | Terrore sulla città    | 09/12/1968 | 10/10/1983          | 20/12/2004            | 06/06/2023               |
| 128        | 26        | La lunga notte         | 23/12/1968 | 24/10/1983          | 20/01/2005            | 13/06/2023               |

## Anno VIII - 8 (1969)
| N° (serie) | N° (anno) | Titolo                  | Data       | Data prima ristampa | Data seconda ristampa | Data ristampa Anastatika |
| ---------- | --------- | ----------------------- | ---------- | ------------------- | --------------------- | ------------------------ |
| 129        | 1         | La venere d'oro         | 06/01/1969 | 14/11/1983          | 20/02/2005            | 20/06/2023               |
| 130        | 2         | Feroce vendetta         | 20/01/1969 | 28/11/1983          | 20/03/2005            | 27/06/2023               |
| 131        | 3         | Il genio della fuga     | 03/02/1969 | 12/12/1983          | 20/04/2005            | 04/07/2023               |
| 132        | 4         | Eva e Ginko             | 17/02/1969 | 26/12/1983          | 20/05/2005            | 11/07/2023               |
| 133        | 5         | Viaggio senza ritorno   | 03/03/1969 | 09/01/1984          | 20/06/2005            | 18/07/2023               |
| 134        | 6         | Perle insanguinate      | 17/03/1969 | 23/01/1984          | 20/07/2005            | 25/07/2023               |
| 135        | 7         | Il mostro del lago      | 31/03/1969 | 13/02/1984          | 20/08/2005            | 01/08/2023               |
| 136        | 8         | Tragico incontro        | 14/04/1969 | 27/02/1984          | 20/09/2005            | 08/08/2023               |
| 137        | 9         | Colpo fallito           | 28/04/1969 | 12/03/1984          | 20/10/2005            | 15/08/2023               |
| 138        | 10        | L'ora dell'esecuzione   | 12/05/1969 | 26/03/1984          | 20/11/2005            | 22/08/2023               |
| 139        | 11        | Lotta implacabile       | 26/05/1969 | 09/04/1984          | 20/12/2005            | 29/08/2023               |
| 140        | 12        | L'ombra nell'ombra      | 09/06/1969 | 23/04/1984          | 20/01/2006            | 05/09/2023               |
| 141        | 13        | Le lacrime della sirena | 23/06/1969 | 14/05/1984          | 20/02/2006            | 12/09/2023               |
| 142        | 14        | La denuncia di Eva      | 07/07/1969 | 28/05/1984          | 20/03/2006            | 19/09/2023               |
| 143        | 15        | Errore fatale           | 21/07/1969 | 11/06/1984          | 20/04/2006            | 26/09/2023               |
| 144        | 16        | Caccia al tesoro        | 04/08/1969 | 25/06/1984          | 20/05/2006            | 03/10/2023               |
| 145        | 17        | Ricordo del passato     | 18/08/1969 | 09/07/1984          | 20/06/2006            | 10/10/2023               |
| 146        | 18        | La folle rapina         | 01/09/1969 | 23/07/1984          | 20/07/2006            | 17/10/2023               |
| 147        | 19        | Delitto su commissione  | 15/09/1969 | 13/08/1984          | 20/08/2006            | 24/10/2023               |
| 148        | 20        | Ciak! si muore          | 29/09/1969 | 27/08/1984          | 20/09/2006            | 31/10/2023               |
| 149        | 21        | Intrigo mortale         | 13/10/1969 | 10/09/1984          | 20/10/2006            | 07/11/2023               |
| 150        | 22        | La mano del destino     | 27/10/1969 | 24/09/1984          | 20/11/2006            | 14/11/2023               |
| 151        | 23        | La donna sfigurata      | 10/11/1969 | 08/10/1984          | 20/12/2006            | 21/11/2023               |
| 152        | 24        | L'agguato di Ginko      | 24/11/1969 | 22/10/1984          | 20/01/2007            | 28/11/2023               |
| 153        | 25        | Orchidea rossa          | 08/12/1969 | 12/11/1984          | 20/02/2007            | 05/12/2023               |
| 154        | 26        | Salto nel tempo         | 22/12/1969 | 26/11/1984          | 20/03/2007            | 12/12/2023               |

## Anno IX - 9 (1970)
| N° (serie) | N° (anno) | Titolo                       | Data       | Data prima ristampa | Data seconda ristampa | Data ristampa Anastatika |
| ---------- | --------- | ---------------------------- | ---------- | ------------------- | --------------------- | ------------------------ |
| 155        | 1         | L'isola del terrore          | 05/01/1970 | 10/12/1984          | 20/04/2007            | 19/12/2023               |
| 156        | 2         | I due serpenti               | 19/01/1970 | 24/12/1984          | 20/05/2007            | 26/12/2023               |
| 157        | 3         | Il segreto che uccide        | 02/02/1970 | 14/01/1985          | 20/06/2007            | 02/01/2024               |
| 158        | 4         | La rivale di Eva             | 16/02/1970 | 28/01/1985          | 20/07/2007            | 09/01/2024               |
| 159        | 5         | Gli occhi nel buio           | 02/03/1970 | 11/02/1985          | 20/08/2007            | 16/01/2024               |
| 160        | 6         | Brivido mortale              | 16/03/1970 | 25/02/1985          | 20/09/2007            | 23/01/2024               |
| 161        | 7         | Guerra di spie               | 30/03/1970 | 11/03/1985          | 20/10/2007            | 30/01/2024               |
| 162        | 8         | Astuzia infernale            | 13/04/1970 | 25/03/1985          | 20/11/2007            | 06/02/2024               |
| 163        | 9         | Corsa all'oro                | 27/04/1970 | 08/04/1985          | 20/12/2007            | 13/02/2024               |
| 164        | 10        | Tragica maledizione          | 11/05/1970 | 22/04/1985          | 20/01/2008            | 20/02/2024               |
| 165        | 11        | La gabbia della morte        | 25/05/1970 | 13/05/1985          | 20/02/2008            | 27/02/2024               |
| 166        | 12        | Ricatto di sangue            | 08/06/1970 | 27/05/1985          | 20/03/2008            | 05/03/2024               |
| 167        | 13        | La vendetta dello spettro    | 22/06/1970 | 10/06/1985          | 20/04/2008            | 12/03/2024               |
| 168        | 14        | Rapina a Diabolik            | 06/07/1970 | 24/06/1985          | 20/05/2008            | 19/03/2024               |
| 169        | 15        | Il colpo di Eva              | 20/07/1970 | 08/07/1985          | 20/06/2008            | 26/03/2024               |
| 170        | 16        | Ginko muore                  | 02/08/1970 | 22/07/1985          | 20/07/2008            | 02/04/2024               |
| 171        | 17        | Eva libera Ginko             | 16/08/1970 | 12/08/1985          | 20/08/2008            | 09/04/2024               |
| 172        | 18        | Agguato al castello          | 31/08/1970 | 26/08/1985          | 20/09/2008            | 16/04/2024               |
| 173        | 19        | Sepolti vivi                 | 14/09/1970 | 09/09/1985          | 20/10/2008            | 23/04/2024               |
| 174        | 20        | La bara d'acciaio            | 28/09/1970 | 23/09/1985          | 20/11/2008            | 30/04/2024               |
| 175        | 21        | Accusa infamante             | 12/10/1970 | 14/10/1985          | 20/12/2008            | 07/05/2024               |
| 176        | 22        | Delitto sul treno            | 26/10/1970 | 28/10/1985          | 20/01/2009            | 14/05/2024               |
| 177        | 23        | La minaccia del ragno        | 09/11/1970 | 11/11/1985          | 20/02/2009            | 21/05/2024               |
| 178        | 24        | I due Diabolik               | 23/11/1970 | 25/11/1985          | 20/03/2009            | 28/05/2024               |
| 179        | 25        | A ferro e fuoco              | 07/12/1970 | 09/12/1985          | 20/04/2009            | 04/06/2024               |
| 180        | 26        | L'uomo che viene dal passato | 21/12/1970 | 23/12/1985          | 20/05/2009            | 11/06/2024               |

## Anno X - 10 (1971)
| N° (serie) | N° (anno) | Titolo                        | Data       | Data prima ristampa | Data seconda ristampa | Data ristampa Anastatika |
| ---------- | --------- | ----------------------------- | ---------- | ------------------- | --------------------- | ------------------------ |
| 181        | 1         | Pioggia di miliardi           | 04/01/1971 | 13/01/1986          | 20/06/2009            | 18/06/2024               |
| 182        | 2         | Nel vortice del terrore       | 21/01/1971 | 27/01/1986          | 20/07/2009            | 25/06/2024               |
| 183        | 3         | All'ultimo istante            | 01/02/1971 | 10/02/1986          | 20/08/2009            | 02/07/2024               |
| 184        | 4         | Il segreto delle rocce nere   | 15/02/1971 | 24/02/1986          | 20/09/2009            | 09/07/2024               |
| 185        | 5         | Tragico momento               | 01/03/1971 | 10/03/1986          | 20/10/2009            | 16/07/2024               |
| 186        | 6         | La morte addosso              | 15/03/1971 | 24/03/1986          | 20/11/2009            | 23/07/2024               |
| 187        | 7         | Sulle ali della morte         | 29/03/1971 | 14/04/1986          | 20/12/2009            | 30/07/2024               |
| 188        | 8         | Il serpente di fuoco          | 12/04/1971 | 28/04/1986          | 20/01/2010            | 06/08/2024               |
| 189        | 9         | Il mistero dell'orsa maggiore | 26/04/1971 | 12/05/1986          | 20/02/2010            | 13/08/2024               |
| 190        | 10        | L'urlo nella notte            | 10/05/1971 | 26/05/1986          | 20/03/2010            | 20/08/2024               |
| 191        | 11        | Colpo all'ippodromo           | 24/05/1971 | 09/06/1986          | 20/04/2010            | 27/08/2024               |
| 192        | 12        | Brivido di paura              | 07/06/1971 | 23/06/1986          | 20/05/2010            | 03/09/2024               |
| 193        | 13        | Abbandono                     | 21/06/1971 | 14/07/1986          | 20/06/2010            | 10/09/2024               |
| 194        | 14        | Il suicidio di Eva            | 05/07/1971 | 28/07/1986          | 20/07/2010            | 17/09/2024               |
| 195        | 15        | Trenta secondi di terrore     | 19/07/1971 | 11/08/1986          | 20/08/2010            | 24/09/2024               |
| 196        | 16        | Senza tregua                  | 02/08/1971 | 25/08/1986          | 20/09/2010            | 01/10/2024               |
| 197        | 17        | Ricordo d'Altea               | 16/08/1971 | 08/09/1986          | 20/10/2010            | 08/10/2024               |
| 198        | 18        | Partita a tre                 | 30/08/1971 | 22/09/1986          | 20/11/2010            | 15/10/2024               |
| 199        | 19        | La lunga fuga                 | 13/09/1971 | 13/10/1986          | 20/12/2010            | 22/10/2024               |
| 200        | 20        | La morte sulla collina        | 27/09/1971 | 27/10/1986          | 20/01/2011            | 29/10/2024               |
| 201        | 21        | Implacabile assassino         | 01/10/1971 | 10/11/1986          | 20/02/2011            | 05/11/2024               |
| 202        | 22        | Guerra alla droga             | 25/10/1971 | 24/11/1986          | 20/03/2011            | 12/11/2024               |
| 203        | 23        | La prigioniera                | 08/11/1971 | 08/12/1986          | 20/04/2011            | 19/11/2024               |
| 204        | 24        | Sconfitto                     | 22/11/1971 | 22/12/1986          | 20/05/2011            | 26/11/2024               |
| 205        | 25        | Vile ricatto                  | 06/12/1971 | 12/01/1987          | 20/06/2011            | 03/12/2024               |
| 206        | 26        | Gioco di morte                | 20/12/1971 | 26/01/1987          | 20/07/2011            | 10/12/2024               |

## Anno XI - 11 (1972)
| N° (serie) | N° (anno) | Titolo                        | Data       | Data prima ristampa | Data seconda ristampa | Data ristampa Anastatika |
| ---------- | --------- | ----------------------------- | ---------- | ------------------- | --------------------- | ------------------------ |
| 207        | 1         | Incubo sull'isola             | 03/01/1972 | 09/02/1987          | 20/08/2011            | 17/12/2024               |
| 208        | 2         | Prigione d'acciaio            | 17/01/1972 | 23/02/1987          | 20/09/2011            | 24/12/2024               |
| 209        | 3         | Delitto dietro la maschera    | 31/01/1972 | 09/03/1987          | 20/10/2011            | 31/12/2024               |
| 210        | 4         | L'uomo della rocca            | 14/02/1972 | 23/03/1987          | 20/11/2011            | 07/01/2025               |
| 211        | 5         | Incontro mortale              | 28/02/1972 | 13/04/1987          | 20/12/2011            | 14/01/2025               |
| 212        | 6         | L'ombra della ghigliottina    | 13/03/1972 | 27/04/1987          | 20/01/2012            | 21/01/2025               |
| 213        | 7         | Insidia                       | 27/03/1972 | 11/05/1987          | 20/02/2012            | 28/01/2025               |
| 214        | 8         | Traffico di diamanti          | 10/04/1972 | 25/05/1987          | 20/03/2012            | 04/02/2025               |
| 215        | 9         | Lo sparviero                  | 24/04/1972 | 08/06/1987          | 20/04/2012            | 11/02/2025               |
| 216        | 10        | Verso la morte                | 08/05/1972 | 22/06/1987          | 20/05/2012            | 18/02/2025               |
| 217        | 11        | Tragico equivoco              | 22/05/1972 | 13/07/1987          | 20/06/2012            | 25/02/2025               |
| 218        | 12        | Invincibile criminale         | 05/06/1972 | 27/07/1987          | 20/07/2012            | 04/03/2025               |
| 219        | 13        | Non c'è pietà per una carogna | 19/06/1972 | 10/08/1987          | 20/08/2012            | 11/03/2025               |
| 220        | 14        | L'evaso                       | 03/07/1972 | 24/08/1987          | 20/09/2012            | 18/03/2025               |
| 221        | 15        | La vittoria di Ginko          | 17/07/1972 | 14/09/1987          | 20/10/2012            | 25/03/2025               |
| 222        | 16        | L'ultimo rifugio              | 31/07/1972 | 28/09/1987          | 20/11/2012            | 01/04/2025               |
| 223        | 17        | Senza passato                 | 14/08/1972 | 12/10/1987          | 20/12/2012            | 08/04/2025               |
| 224        | 18        | Tragico amore                 | 28/08/1972 | 26/10/1987          | 20/01/2013            | 15/04/2025               |
| 225        | 19        | Stretto nella morsa           | 11/09/1972 | 09/11/1987          | 20/02/2013            | 22/04/2025               |
| 226        | 20        | Il pezzo mancante             | 25/09/1972 | 23/11/1987          | 20/03/2013            | 29/04/2025               |
| 227        | 21        | La morte in eredità           | 09/10/1972 | 14/12/1987          | 20/04/2013            | 06/05/2025               |
| 228        | 22        | Mistero al castello           | 23/10/1972 | 28/12/1987          | 20/05/2013            | 13/05/2025               |
| 229        | 23        | Violenza chiama violenza      | 06/11/1972 | 11/01/1988          | 20/06/2013            | 20/05/2025               |
| 230        | 24        | Sinfonia per un delitto       | 20/11/1972 | 25/01/1988          | 20/07/2013            | 27/05/2025               |
| 231        | 25        | Condanna a morte              | 04/12/1972 | 08/02/1988          | 20/08/2013            | 03/06/2025               |
| 232        | 26        | Un piano perfetto             | 18/12/1972 | 22/02/1988          | 20/09/2013            | 10/06/2025               |

## Anno XII - 12 (1973)
| N° (serie) | N° (anno) | Titolo                      | Data       | Data prima ristampa | Data seconda ristampa | Data ristampa Anastatika |
| ---------- | --------- | --------------------------- | ---------- | ------------------- | --------------------- | ------------------------ |
| 233        | 1         | Il crimine non ha confini   | 01/01/1973 | 14/03/1988          | 20/10/2013            | 17/06/2025               |
| 234        | 2         | Terrore nella palude        | 15/01/1973 | 28/03/1988          | 20/11/2013            | 24/06/2025               |
| 235        | 3         | Le ultime ore               | 29/01/1973 | 11/04/1988          | 20/12/2013            | 01/07/2025               |
| 236        | 4         | Ricatto alla polizia        | 12/02/1973 | 25/04/1988          | 20/01/2014            | 08/07/2025               |
| 237        | 5         | Dietro la porta chiusa      | 26/02/1973 | 09/05/1988          | 20/02/2014            | 15/07/2025               |
| -          | 6         | Il re del terrore           | 12/03/1973 |                     |                       | 15/07/2025               |
| 238        | 7         | La maschera fatale          | 02/04/1973 | 23/05/1988          | 20/03/2014            | 22/07/2025               |
| 239        | 8         | A caro prezzo               | 16/04/1973 | 13/06/1988          | 20/04/2014            | 29/07/2025               |
| 240        | 9         | Diabolik è innocente        | 30/04/1973 | 27/06/1988          | 20/05/2014            | 05/08/2025               |
| 241        | 10        | Notte d'angoscia            | 14/05/1973 | 11/07/1988          | 20/06/2014            | 12/08/2025               |
| 242        | 11        | La fine di Diabolik         | 28/05/1973 | 25/07/1988          | 20/07/2014            | 19/08/2025               |
| 243        | 12        | All'ultimo sangue           | 11/06/1973 | 08/08/1988          | 20/08/2014            | 26/08/2025               |
| 244        | 13        | Due rose per Eva            | 25/06/1973 | 22/08/1988          | 20/09/2014            | 02/09/2025               |
| 245        | 14        | Tomba d'asfalto             | 09/07/1973 | 12/09/1988          | 20/10/2014            | 09/09/2025               |
| 246        | 15        | Ginko incriminato           | 23/07/1973 | 26/09/1988          | 20/11/2014            | 16/09/2025               |
| 247        | 16        | Tragico rapimento           | 06/08/1973 | 10/10/1988          | 20/12/2014            | 23/09/2025               |
| 248        | 17        | Duello tra criminali        | 20/08/1973 | 24/10/1988          | 20/01/2015            | 30/09/2025               |
| 249        | 18        | Disperato addio             | 03/09/1973 | 14/11/1988          | 20/02/2015            | 07/10/2025               |
| -          | 19        | L'inafferrabile criminale   | 17/09/1973 |                     |                       | 07/10/2025               |
| 250        | 20        | Incredibile profezia        | 01/10/1973 | 28/11/1988          | 20/03/2015            | 14/10/2025               |
| 251        | 21        | Oltre la legge              | 15/10/1973 | 12/12/1988          | 20/04/2015            | 21/10/2025               |
| 252        | 22        | Sempre in agguato           | 29/10/1973 | 26/12/1988          | 20/05/2015            | 28/10/2025               |
| 253        | 23        | Esecuzione sommaria         | 12/11/1973 | 09/01/1989          | 20/06/2015            | 04/11/2025               |
| 254        | 24        | L'assassino colpisce ancora | 26/11/1973 | 23/01/1989          | 20/07/2015            | 11/11/2025               |
| 255        | 25        | Delinquenza d'assalto       | 10/12/1973 | 06/02/1989          | 20/08/2015            | 18/11/2025               |
| 256        | 26        | Trappola per Diabolik       | 24/12/1973 | 20/02/1989          | 20/09/2015            | 25/11/2025               |

## Anno XIII - 13 (1974)
| N° (serie) | N° (anno) | Titolo                     | Data       | Data prima ristampa | Data seconda ristampa |
| ---------- | --------- | -------------------------- | ---------- | ------------------- | --------------------- |
| 257        | 1         | Tragico viaggio            | 07/01/1974 | 06/03/1989          | 20/10/2015            |
| 258        | 2         | L'altro uomo               | 21/01/1974 | 20/03/1989          | 20/11/2015            |
| 259        | 3         | Rischio mortale            | 04/02/1974 | 03/04/1989          | 20/12/2015            |
| 260        | 4         | Una macchina per l'inferno | 18/02/1974 | 17/04/1989          | 20/01/2016            |
| 261        | 5         | Sempre in fuga             | 04/03/1974 | 01/05/1989          | 20/02/2016            |
| -          | 6         | L'arresto di Diabolik      | 18/03/1974 |                     |                       |
| 262        | 7         | Un uomo chiama Diabolik    | 01/04/1974 | 15/05/1989          | 20/03/2016            |
| 263        | 8         | Terrore a teatro           | 15/04/1974 | 29/05/1989          | 20/04/2016            |
| 264        | 9         | Tragica evasione           | 29/04/1974 | 12/06/1989          | 20/05/2016            |
| 265        | 10        | La città accusa            | 13/05/1974 | 26/06/1989          | 20/06/2016            |
| 266        | 11        | La fossa dei disperati     | 27/05/1974 | 10/07/1989          | 20/07/2016            |
| 267        | 12        | Diamanti maledetti         | 10/06/1974 | 24/07/1989          | 20/08/2016            |
| 268        | 13        | Strage al rifugio          | 24/06/1974 | 07/08/1989          | 20/09/2016            |
| 269        | 14        | Destino di morte           | 08/07/1974 | 21/08/1989          | 20/10/2016            |
| 270        | 15        | Febbre di potere           | 22/07/1974 | 04/09/1989          | 20/11/2016            |
| 271        | 16        | Scommessa fatale           | 05/08/1974 | 18/09/1989          | 20/12/2016            |
| 272        | 17        | Invisibile minaccia        | 19/08/1974 | 02/10/1989          | 20/01/2017            |
| 273        | 18        | 8 Rubini insanguinati      | 02/09/1974 | 16/10/1989          | 20/02/2017            |
| -          | 19        | Atroce vendetta            | 16/09/1974 |                     |                       |
| 274        | 20        | Omicidio al collegio       | 30/09/1974 | 30/10/1989          | 20/03/2017            |
| 275        | 21        | Le ombre del passato       | 14/10/1974 | 13/11/1989          | 20/04/2017            |
| 276        | 22        | Doppio gioco               | 28/10/1974 | 27/11/1989          | 20/05/2017            |
| 277        | 23        | Professione: ladra         | 11/11/1974 | 11/12/1989          | 20/06/2017            |
| 278        | 24        | Marchio di fuoco           | 25/11/1974 | 25/12/1989          | 20/07/2017            |
| 279        | 25        | Un amore nuovo             | 09/12/1974 | 08/01/1990          | 20/08/2017            |
| 280        | 26        | Due killers per Diabolik   | 23/12/1974 | 22/01/1990          | 20/09/2017            |

## Anno XIV - 14 (1975)
| N° (serie) | N° (anno) | Titolo                       | Data       | Data prima ristampa | Data seconda ristampa |
| ---------- | --------- | ---------------------------- | ---------- | ------------------- | --------------------- |
| 281        | 1         | Il tesoro inafferrabile      | 05/01/1975 | 05/02/1990          | 20/10/2017            |
| 282        | 2         | L'isola dei violenti         | 20/01/1975 | 19/02/1990          | 20/11/2017            |
| 283        | 3         | Pronto… parla la morte       | 02/02/1975 | 05/03/1990          | 20/12/2017            |
| 284        | 4         | Patto di sangue              | 17/02/1975 | 19/03/1990          | 20/01/2018            |
| 285        | 5         | L'arma del terrore           | 03/03/1975 | 02/04/1990          | 20/02/2018            |
| -          | 6         | Il genio del delitto         | 17/03/1975 |                     |                       |
| 286        | 7         | Mosaico infernale            | 31/03/1975 | 16/04/1990          | 20/03/2018            |
| 287        | 8         | Mostruoso ricatto            | 14/04/1975 | 30/04/1990          | 20/04/2018            |
| 288        | 9         | Dove la legge non arriva     | 28/04/1975 | 14/05/1990          | 20/05/2018            |
| 289        | 10        | Come le marionette           | 12/05/1975 | 28/05/1990          | 20/06/2018            |
| 290        | 11        | Al di sopra di ogni sospetto | 26/05/1975 | 11/06/1990          | 20/07/2018            |
| 291        | 12        | Sfida alla polizia           | 09/06/1975 | 25/06/1990          | 20/08/2018            |
| 292        | 13        | Naufragio                    | 23/06/1975 | 09/07/1990          | 20/09/2018            |
| 293        | 14        | Astuzia criminale            | 07/07/1975 | 23/07/1990          | 20/10/2018            |
| 294        | 15        | Due colpi… un bersaglio      | 21/07/1975 | 06/08/1990          | 20/11/2018            |
| 295        | 16        | Diabolik indaga              | 04/08/1975 | 20/08/1990          | 20/12/2018            |
| 296        | 17        | La vittima predestinata      | 18/08/1975 | 03/09/1990          | 20/01/2019            |
| 297        | 18        | Ginko, a noi due!            | 01/09/1975 | 17/09/1990          | 20/02/2019            |
| -          | 19        | L'assassino fantasma         | 15/09/1975 |                     |                       |
| 298        | 20        | Esecuzione                   | 29/09/1975 | 01/10/1990          | 20/03/2019            |
| 299        | 21        | Misterioso killer            | 13/10/1975 | 15/10/1990          | 20/04/2019            |
| 300        | 22        | Sacrificio umano             | 27/10/1975 | 29/10/1990          | 20/05/2019            |
| 301        | 23        | Il morto che uccide          | 10/11/1975 | 12/11/1990          | 20/06/2019            |
| 302        | 24        | Manette per Diabolik         | 24/11/1975 | 26/11/1990          | 20/07/2019            |
| 303        | 25        | La donna dai due volti       | 08/12/1975 | 10/12/1990          | 20/08/2019            |
| 304        | 26        | Un colpo dopo l'altro        | 22/12/1975 | 24/12/1990          | 20/09/2019            |

## Anno XV - 15 (1976)
| N° (serie) | N° (anno) | Titolo                    | Data       | Data prima ristampa | Data seconda ristampa |
| ---------- | --------- | ------------------------- | ---------- | ------------------- | --------------------- |
| 305        | 1         | Nella spirale del delitto | 05/01/1976 | 07/01/1991          | 20/10/2019            |
| 306        | 2         | Tre porte sbarrate        | 19/01/1976 | 21/01/1991          | 20/11/2019            |
| 307        | 3         | Fuga dalla realtà         | 02/02/1976 | 04/02/1991          | 20/12/2019            |
| 308        | 4         | L'assassino ha telefonato | 16/02/1976 | 18/02/1991          | 20/01/2020            |
| 309        | 5         | Troppi per un tesoro      | 01/03/1976 | 04/03/1991          | 20/02/2020            |
| -          | 6         | Terrore sul mare          | 15/03/1976 |                     |                       |
| 310        | 7         | L'enigma dei quadri       | 29/03/1976 | 18/03/1991          | 20/03/2020            |
| 311        | 8         | Beffa crudele             | 12/04/1976 | 01/04/1991          | 20/04/2020            |
| 312        | 9         | Troppo tardi              | 26/04/1976 | 15/04/1991          | 20/05/2020            |
| 313        | 10        | Il prezzo di un uomo      | 10/05/1976 | 29/04/1991          | 20/06/2020            |
| 314        | 11        | Vite bruciate             | 24/05/1976 | 13/05/1991          | 20/07/2020            |
| 315        | 12        | Vince la morte            | 07/06/1976 | 27/05/1991          | 20/08/2020            |
| 316        | 13        | La sfida                  | 21/06/1976 | 10/06/1991          | 20/09/2020            |
| 317        | 14        | La statua insanguinata    | 05/07/1976 | 24/06/1991          | 20/10/2020            |
| 318        | 15        | Lo strangolatore          | 19/07/1976 | 08/07/1991          | 20/11/2020            |
| 319        | 16        | Alibi per un delitto      | 02/08/1976 | 22/07/1991          | 20/12/2020            |
| 320        | 17        | Caro fratello…            | 16/08/1976 | 05/08/1991          | 20/01/2021            |
| -          | 18        | Sepolto vivo!             | 30/08/1976 |                     |                       |
| -          | 19        | Il treno della morte      | 13/09/1976 |                     |                       |
| 321        | 20        | Uomini senza volto        | 27/09/1976 | 19/08/1991          | 20/02/2021            |
| 322        | 21        | L'ostaggio                | 11/10/1976 | 02/09/1991          | 20/03/2021            |
| 323        | 22        | Lotta per un'eredità      | 25/10/1976 | 16/09/1991          | 20/04/2021            |
| 324        | 23        | Spietata vendetta         | 08/11/1976 | 30/09/1991          | 20/05/2021            |
| 325        | 24        | La taglia                 | 22/11/1976 | 14/10/1991          | 20/06/2021            |
| 326        | 25        | Malavita                  | 06/12/1976 | 28/10/1991          | 20/07/2021            |
| 327        | 26        | Fatalità                  | 20/12/1976 | 11/11/1991          | 20/08/2021            |

## Anno XVI - 16 (1977)
| N° (serie) | N° (anno) | Titolo                      | Data       | Data prima ristampa | Data seconda ristampa |
| ---------- | --------- | --------------------------- | ---------- | ------------------- | --------------------- |
| 328        | 1         | Diabolik non si arrende     | 03/01/1977 | 25/11/1991          | 20/09/2021            |
| 329        | 2         | La cavia umana              | 17/01/1977 | 09/12/1991          | 20/10/2021            |
| 330        | 3         | Corsa ai gioielli           | 31/01/1977 | 23/12/1991          | 20/11/2021            |
| 331        | 4         | L'ora della vendetta        | 14/02/1977 | 06/01/1992          | 20/12/2021            |
| 332        | 5         | Squarcio nelle tenebre      | 28/02/1977 | 20/01/1992          | 20/01/2022            |
| -          | 6         | L'impiccato                 | 14/03/1977 |                     |                       |
| 333        | 7         | Una vittima di troppo       | 28/03/1977 | 03/02/1992          | 20/02/2022            |
| 334        | 8         | Delitto all'autodromo       | 11/04/1977 | 17/02/1992          | 20/03/2022            |
| 335        | 9         | La nave della morte         | 25/04/1977 | 02/03/1992          | 20/04/2022            |
| 336        | 10        | Gioco di maschere           | 09/05/1977 | 16/03/1992          | 20/05/2022            |
| 337        | 11        | Non c'è scampo per Eva      | 23/05/1977 | 30/03/1992          | 20/06/2022            |
| 338        | 12        | Qualcuno è arrivato prima   | 06/06/1977 | 13/04/1992          | 20/07/2022            |
| 339        | 13        | Invito al castello          | 20/06/1977 | 27/04/1992          | 20/08/2022            |
| 340        | 14        | Falsa accusa                | 04/07/1977 | 11/05/1992          | 20/09/2022            |
| 341        | 15        | L'imboscata                 | 18/07/1977 | 25/05/1992          | 20/10/2022            |
| 342        | 16        | Colpo audace                | 01/08/1977 | 08/06/1992          | 20/11/2022            |
| 343        | 17        | Terremoto                   | 15/08/1977 | 22/06/1992          | 20/12/2022            |
| 344        | 18        | Una pallottola per Diabolik | 29/08/1977 | 06/07/1992          | 20/01/2023            |
| -          | 19        | Trappola infernale          | 12/09/1977 |                     |                       |
| 345        | 20        | Tre giorni per morire       | 26/09/1977 | 20/07/1992          | 20/02/2023            |
| 346        | 21        | Tragico destino             | 10/10/1977 | 03/08/1992          | 20/03/2023            |
| 347        | 22        | Doppio inganno              | 24/10/1977 | 17/08/1992          | 20/04/2023            |
| 348        | 23        | Lo scarabeo rosso           | 07/11/1977 | 31/08/1992          | 20/05/2023            |
| 349        | 24        | Tempesta sul lago           | 21/11/1977 | 14/09/1992          | 20/06/2023            |
| 350        | 25        | Incontro sul treno          | 05/12/1977 | 28/09/1992          | 20/07/2023            |
| 351        | 26        | Un morto pericoloso         | 19/12/1977 | 12/10/1992          | 20/08/2023            |

## Anno XVII - 17 (1978)
| N° (serie) | N° (anno) | Titolo                      | Data       | Data prima ristampa | Data seconda ristampa |
| ---------- | --------- | --------------------------- | ---------- | ------------------- | --------------------- |
| 352        | 1         | Un anello per Sonia         | 02/01/1978 | 26/10/1992          | 20/09/2023            |
| 353        | 2         | Ho scelto di uccidere       | 16/01/1978 | 09/11/1992          | 20/10/2023            |
| 354        | 3         | Astuzia contro violenza     | 30/01/1978 | 23/11/1992          | 20/11/2023            |
| 355        | 4         | Nelle fauci del mostro      | 13/02/1978 | 07/12/1992          | 20/12/2023            |
| 356        | 5         | Diabolik rapito             | 27/02/1978 | 21/12/1992          | 20/01/2024            |
| -          | 6         | La casa del delitto         | 13/03/1978 |                     |                       |
| 357        | 7         | Grande retata               | 27/03/1978 | 04/01/1993          | 20/02/2024            |
| 358        | 8         | Terrore nel cielo           | 10/04/1978 | 18/01/1993          | 20/03/2024            |
| 359        | 9         | L'avvoltoio                 | 24/04/1978 | 01/02/1993          | 20/04/2024            |
| 360        | 10        | Intrigo criminoso           | 08/05/1978 | 15/02/1993          | 20/05/2024            |
| 361        | 11        | Grilletto facile            | 22/05/1978 | 01/03/1993          | 20/06/2024            |
| 362        | 12        | La maschera che uccide      | 05/06/1978 | 15/03/1993          | 20/07/2024            |
| 363        | 13        | Il fantasma del passato     | 19/06/1978 | 29/03/1993          | 20/08/2024            |
| 364        | 14        | La banda del pugno di ferro | 03/07/1978 | 12/04/1993          | 20/09/2024            |
| 365        | 15        | Imprendibile cassaforte     | 17/07/1978 | 26/04/1993          | 20/10/2024            |
| 366        | 16        | Agguato al rifugio          | 31/07/1978 | 10/05/1993          | 20/11/2024            |
| 367        | 17        | La fine di Ginko            | 21/08/1978 | 24/05/1993          | 20/12/2024            |
| 368        | 18        | Eva è scomparsa             | 04/09/1978 | 07/06/1993          | 20/01/2025            |
| 369        | 19        | Un cadavere sotto la neve   | 18/09/1978 | 21/06/1993          | 20/02/2025            |
| 370        | 20        | La morte dopo il riscatto   | 02/10/1978 | 05/07/1993          | 20/03/2025            |
| 371        | 21        | 3 uomini un volto           | 16/10/1978 | 19/07/1993          | 20/04/2025            |
| 372        | 22        | Sete di ricchezza           | 30/10/1978 | 02/08/1993          | 20/05/2025            |
| 373        | 23        | Un'occasione per uccidere   | 20/11/1978 | 16/08/1993          | 20/06/2025            |
| 374        | 24        | Sparate a vista             | 04/12/1978 | 30/08/1993          | 20/07/2025            |

## Anno XVIII - 18 (1979)
| N° (serie) | N° (anno) | Titolo                   | Data       | Data prima ristampa | Data seconda ristampa |
| ---------- | --------- | ------------------------ | ---------- | ------------------- | --------------------- |
| 375        | 1         | Un colpo di pistola      | 02/01/1979 | 13/09/1993          | 20/08/2025            |
| 376        | 2         | Colpo tragico            | 15/01/1979 | 27/09/1993          | 20/09/2025            |
| 377        | 3         | Posto di blocco          | 29/01/1979 | 11/10/1993          | 20/10/2025            |
| 378        | 4         | Atroce sospetto          | 19/02/1979 | 25/10/1993          | 20/11/2025            |
| 379        | 5         | Un'esca per Diabolik     | 05/03/1979 | 08/11/1993          | 20/12/2025            |
| 380        | 6         | Prigioniero in una tomba | 19/03/1979 | 22/11/1993          | 20/01/2026            |
| 381        | 7         | Di fronte alla morte     | 02/04/1979 | 06/12/1993          | 20/02/2026            |
| 382        | 8         | Un'altra donna…          | 16/04/1979 | 20/12/1993          | 20/03/2026            |
| 383        | 9         | Decreto di morte         | 30/04/1979 | 03/01/1994          | 20/04/2026            |
| 384        | 10        | Vedo Diabolik            | 21/05/1979 | 17/01/1994          | 20/05/2026            |
| 385        | 11        | L'isola delle perle      | 04/06/1979 | 31/01/1994          | 20/06/2026            |
| 386        | 12        | Colpo a sorpresa         | 18/06/1979 | 14/02/1994          | 20/07/2026            |
| 387        | 13        | Tentato omicidio         | 02/07/1979 | 28/02/1994          | 20/08/2026            |
| 388        | 14        | Non si sfugge a Diabolik | 16/07/1979 | 14/03/1994          | 20/09/2026            |
| 389        | 15        | Gli insospettabili       | 30/07/1979 | 28/03/1994          | 20/10/2026            |
| 390        | 16        | Ultimatum per Eva        | 20/08/1979 | 11/04/1994          | 20/11/2026            |
| 391        | 17        | Complice la polizia      | 03/09/1979 | 25/04/1994          | 20/12/2026            |
| 392        | 18        | L'omicida è in agguato   | 19/09/1979 | 09/05/1994          | 20/01/2027            |
| 393        | 19        | La banda dei tre         | 01/10/1979 | 23/05/1994          | 20/02/2027            |
| 394        | 20        | Il pavone d'oro          | 15/10/1979 | 06/06/1994          | 20/03/2027            |
| 395        | 21        | Due miliardi alla deriva | 29/10/1979 | 20/06/1994          | 20/04/2027            |
| 396        | 22        | Colpo di grazia          | 19/11/1979 | 04/07/1994          | 20/05/2027            |
| 397        | 23        | Un suicidio per vivere   | 03/12/1979 | 17/07/1994          | 20/06/2027            |
| 398        | 24        | Una fuga impossibile     | 31/12/1979 | 10/08/1994          | 20/07/2027            |

## Anno XIX - 19 (1980)
| N° (serie) | N° (anno) | Titolo                    | Data       | Data prima ristampa | Data seconda ristampa |
| ---------- | --------- | ------------------------- | ---------- | ------------------- | --------------------- |
| 399        | 1         | Il cadavere bruciato      | 21/01/1980 | 10/09/1994          | 20/08/2027            |
| 400        | 2         | Destini paralleli         | 04/02/1980 | 10/10/1994          | 20/09/2027            |
| 401        | 3         | Appello disperato         | 18/02/1980 | 10/11/1994          | 20/10/2027            |
| 402        | 4         | I falsari                 | 03/03/1980 | 10/12/1994          | 20/11/2027            |
| 403        | 5         | Occhio per occhio         | 17/03/1980 | 10/01/1995          | 20/12/2027            |
| 404        | 6         | Caccia a un capo          | 31/03/1980 | 10/02/1995          | 20/01/2028            |
| 405        | 7         | 120 carati maledetti      | 21/04/1980 | 10/03/1995          | 20/02/2028            |
| 406        | 8         | Arma a doppio taglio      | 05/05/1980 | 10/04/1995          | 20/03/2028            |
| 407        | 9         | Commercio di veleno       | 19/05/1980 | 10/05/1995          | 20/04/2028            |
| 408        | 10        | Tragedia per Eva          | 02/06/1980 | 10/06/1995          | 20/05/2028            |
| 409        | 11        | Con i minuti contati      | 16/06/1980 | 10/07/1995          | 20/06/2028            |
| 410        | 12        | Chirurgia criminale       | 30/06/1980 | 10/08/1995          | 20/07/2028            |
| 411        | 13        | Vendetta per un massacro  | 21/07/1980 | 10/09/1995          | 20/08/2028            |
| 412        | 14        | Il mantello di luce       | 04/08/1980 | 10/10/1995          | 20/09/2028            |
| 413        | 15        | Vederlo morire            | 18/08/1980 | 10/11/1995          | 20/10/2028            |
| 414        | 16        | Un ostaggio prezioso      | 01/09/1980 | 10/12/1995          | 20/11/2028            |
| 415        | 17        | La mela marcia            | 15/09/1980 | 10/01/1996          | 20/12/2028            |
| 416        | 18        | L'odio di Eva             | 29/09/1980 | 10/02/1996          | 20/01/2029            |
| 417        | 19        | Delirio omicida           | 20/10/1980 | 10/03/1996          | 20/02/2029            |
| 418        | 20        | Al posto di un morto      | 03/11/1980 | 10/04/1996          | 20/03/2029            |
| 419        | 21        | Il prezzo di una maschera | 17/11/1980 | 10/05/1996          | 20/04/2929            |
| 420        | 22        | I cadaveri parlano        | 01/12/1980 | 10/06/1996          | 20/05/2029            |
| 421        | 23        | Destino beffardo          | 15/12/1980 | 10/07/1996          | 20/06/2029            |
| 422        | 24        | Sulla stessa pista        | 29/12/1980 | 10/08/1996          | 20/07/2029            |

## Anno XX - 20 (1981)
| N° (serie) | N° (anno) | Titolo                     | Data       | Data prima ristampa | Data seconda ristampa |
| ---------- | --------- | -------------------------- | ---------- | ------------------- | --------------------- |
| 423        | 1         | Devi dimenticare           | 01/01/1981 | 10/09/1996          | 20/08/2029            |
| 424        | 2         | La grotta della morte      | 01/02/1981 | 10/10/1996          | 20/09/2029            |
| 425        | 3         | Delitto risponde a delitto | 01/03/1981 | 10/11/1996          | 20/10/2029            |
| 426        | 4         | Il bacio dell'assassino    | 01/04/1981 | 10/12/1996          | 20/11/2029            |
| 427        | 5         | Eredità che uccide         | 01/05/1981 | 10/01/1997          | 20/12/2029            |
| 428        | 6         | Congegni mortali           | 01/06/1981 | 10/02/1997          | 20/01/2030            |
| 429        | 7         | Al limite dell'impossibile | 01/07/1981 | 10/03/1997          | 20/02/2030            |
| 430        | 8         | Fuga al Luna Park          | 15/07/1981 | 10/04/1997          | 20/03/2030            |
| 431        | 9         | Nel carcere speciale       | 01/08/1981 | 10/05/1997          | 20/04/2030            |
| 432        | 10        | Sul tavolo dell'obitorio   | 15/08/1981 | 10/06/1997          | 20/05/2030            |
| 433        | 11        | I tentacoli del crimine    | 01/09/1981 | 10/07/1997          | 20/06/2030            |
| 434        | 12        | Diabolik non perdona       | 01/10/1981 | 10/08/1997          | 20/07/2030            |
| 435        | 13        | Ho scoperto chi sei!       | 01/11/1981 | 10/09/1997          | 20/08/2030            |
| 436        | 14        | Colpi a catena             | 01/12/1981 | 10/10/1997          | 20/09/2030            |

## Anno XXI - 21 (1982)
| N° (serie) | N° (anno) | Titolo                  | Data       | Data prima ristampa | Data seconda ristampa |
| ---------- | --------- | ----------------------- | ---------- | ------------------- | --------------------- |
| 437        | 1         | Il conto è saldato      | 01/01/1982 | 10/11/1997          | 20/12/2030            |
| 438        | 2         | Sequestro pericoloso    | 01/02/1982 | 10/12/1997          | 20/01/2031            |
| 439        | 3         | Strategia di un delitto | 01/03/1982 | 10/01/1998          | 20/02/2031            |
| 440        | 4         | La fine di una spia     | 01/04/1982 | 10/02/1998          | 20/03/2031            |
| 441        | 5         | La vittima accusa       | 01/05/1982 | 10/03/1998          | 20/04/2031            |
| 442        | 6         | Contratto per uccidere  | 01/06/1982 | 10/04/1998          | 20/05/2031            |
| 443        | 7         | Operazione diamanti     | 01/07/1982 | 10/05/1998          | 20/06/2031            |
| 444        | 8         | Sul filo del rasoio     | 15/07/1982 | 10/06/1998          | 20/07/2031            |
| 445        | 9         | Al centro del mirino    | 01/08/1982 | 10/07/1998          | 20/08/2031            |
| 446        | 10        | In alto le mani         | 15/08/1982 | 10/08/1998          | 20/09/2031            |
| 447        | 11        | Sempre vincente         | 01/09/1982 | 10/09/1998          | 20/10/2031            |
| 448        | 12        | Un'esca da tre miliardi | 01/10/1982 | 10/10/1998          | 20/11/2031            |
| 449        | 13        | …E non rimase nessuno   | 01/11/1982 | 10/11/1998          | 20/12/2031            |
| 450        | 14        | Disastro ferroviario    | 01/12/1982 | 10/12/1998          | 20/01/2032            |

## Anno XXII - 22 (1983)
| N° (serie) | N° (anno) | Titolo                        | Data       | Data prima ristampa |
| ---------- | --------- | ----------------------------- | ---------- | ------------------- |
| 451        | 1         | Sulla via della droga         | 01/01/1983 | 10/01/1999          |
| 452        | 2         | Al circo si uccide            | 01/02/1983 | 10/02/1999          |
| 453        | 3         | Tragica vacanza               | 01/03/1983 | 10/03/1999          |
| 454        | 4         | Colpo in diretta              | 01/04/1983 | 10/04/1999          |
| 455        | 5         | Testamento insanguinato       | 01/05/1983 | 10/05/1999          |
| 456        | 6         | Destinati a morire            | 01/06/1983 | 10/06/1999          |
| 457        | 7         | Strade parallele              | 01/07/1983 | 10/07/1999          |
| 458        | 8         | Due rapine inutili            | 15/07/1983 | 10/08/1999          |
| 459        | 9         | Epilogo mortale               | 01/08/1983 | 10/09/1999          |
| 460        | 10        | Diabolik braccato             | 15/08/1983 | 10/10/1999          |
| 461        | 11        | Altea sapeva troppo           | 01/09/1983 | 10/11/1999          |
| 462        | 12        | L'assassino agisce nell'ombra | 01/10/1983 | 10/12/1999          |
| 463        | 13        | L'incubo del passato          | 01/11/1983 | 10/01/2000          |
| 464        | 14        | Falsa identità                | 01/12/1983 | 10/02/2000          |

## Anno XXIII - 23 (1984)
| N° (serie) | N° (anno) | Titolo                        | Data       | Data prima ristampa |
| ---------- | --------- | ----------------------------- | ---------- | ------------------- |
| 465        | 1         | Fuga dal rifugio              | 01/01/1984 | 10/03/2000          |
| 466        | 2         | Delitti senza motivo          | 01/02/1984 | 10/04/2000          |
| 467        | 3         | Incendio nel covo di Diabolik | 01/03/1984 | 10/05/2000          |
| 468        | 4         | Complice di un rapimento      | 01/04/1984 | 10/06/2000          |
| 469        | 5         | Potere che uccide             | 01/05/1984 | 10/07/2000          |
| 470        | 6         | Smacco finale                 | 01/06/1984 | 10/08/2000          |
| 471        | 7         | Professionisti del delitto    | 01/07/1984 | 10/09/2000          |
| 472        | 8         | Ignari corrieri di droga      | 15/07/1984 | 10/10/2000          |
| 473        | 9         | Sangue per un quadro          | 01/08/1984 | 10/11/2000          |
| 474        | 10        | Tutti in trappola             | 15/08/1984 | 10/12/2000          |
| 475        | 11        | Un omicidio in più            | 01/09/1984 | 10/01/2001          |
| 476        | 12        | Il punto debole               | 01/10/1984 | 10/02/2001          |
| 477        | 13        | A due passi dalla morte       | 01/11/1984 | 10/03/2001          |
| 478        | 14        | Conto alla rovescia           | 01/12/1984 | 10/04/2001          |

## Anno XXIV - 24 (1985)
| N° (serie) | N° (anno) | Titolo                       | Data       | Data prima ristampa |
| ---------- | --------- | ---------------------------- | ---------- | ------------------- |
| 479        | 1         | Gioco d'azzardo              | 01/01/1985 | 10/05/2001          |
| 480        | 2         | L'ultimo della lista         | 01/02/1985 | 10/06/2001          |
| 481        | 3         | Progetto criminale           | 01/03/1985 | 10/07/2001          |
| 482        | 4         | Un morto sotto la pioggia    | 01/04/1985 | 10/08/2001          |
| 483        | 5         | Il bottino insanguinato      | 01/05/1985 | 10/09/2001          |
| 484        | 6         | Il brivido dell'imprevisto   | 01/06/1985 | 10/10/2001          |
| 485        | 7         | Falso scopo                  | 01/07/1985 | 10/11/2001          |
| 486        | 8         | Imboscata al rifugio         | 15/07/1985 | 10/12/2001          |
| 487        | 9         | L'ombra del rivale           | 01/08/1985 | 10/01/2002          |
| 488        | 10        | Appuntamento con la vendetta | 15/08/1985 | 10/02/2002          |
| 489        | 11        | La mossa vincente            | 01/09/1985 | 10/03/2002          |
| 490        | 12        | Il cerchio si stringe        | 01/10/1985 | 10/04/2002          |
| 491        | 13        | Colpo in fondo al mare       | 01/11/1985 | 10/05/2002          |
| 492        | 14        | Complice un poliziotto       | 01/12/1985 | 10/06/2002          |

## Anno XXV - 25 (1986)
| N° (serie) | N° (anno) | Titolo                  | Data       | Data prima ristampa |
| ---------- | --------- | ----------------------- | ---------- | ------------------- |
| 493        | 1         | Senza via di scampo     | 01/01/1986 | 10/07/2002          |
| 494        | 2         | La tratta delle bianche | 01/02/1986 | 10/08/2002          |
| 495        | 3         | Sequenza di furti       | 01/03/1986 | 10/09/2002          |
| 496        | 4         | Giustizia sommaria      | 01/04/1986 | 10/10/2002          |
| 497        | 5         | Una trappola come esca  | 01/05/1986 | 10/11/2002          |
| 498        | 6         | Intrighi pericolosi     | 01/06/1986 | 10/12/2002          |
| 499        | 7         | Colpo all'oro           | 01/07/1986 | 10/01/2003          |
| 500        | 8         | Feroce condanna         | 15/07/1986 | 10/02/2003          |
| 501        | 9         | Miliardi radioattivi    | 01/08/1986 | 10/03/2003          |
| 502        | 10        | La morte in faccia      | 15/08/1986 | 10/04/2003          |
| 503        | 11        | Un'altra Eva            | 01/09/1986 | 10/05/2003          |
| 504        | 12        | Sfida a un boss         | 01/10/1986 | 10/06/2003          |
| 505        | 13        | Obiettivo smeraldi      | 01/11/1986 | 10/07/2003          |
| 506        | 14        | Lotta per un bottino    | 01/12/1986 | 10/08/2003          |

## Anno XXVI - 26 (1987)
| N° (serie) | N° (anno) | Titolo                           | Data       | Data prima ristampa |
| ---------- | --------- | -------------------------------- | ---------- | ------------------- |
| 507        | 1         | Giochi di prestigio              | 01/01/1987 | 10/09/2003          |
| 508        | 2         | Ricatto mortale                  | 01/02/1987 | 10/10/2003          |
| 509        | 3         | L'assassino senza nome           | 01/03/1987 | 10/11/2003          |
| 510        | 4         | Follia criminale                 | 01/04/1987 | 10/12/2003          |
| 511        | 5         | Anonima delitti                  | 01/05/1987 | 10/01/2004          |
| 512        | 6         | Presi in un agguato              | 01/06/1987 | 10/02/2004          |
| 513        | 7         | Schiava della droga              | 01/07/1987 | 10/03/2004          |
| 514        | 8         | Stessa sorte per i due avversari | 01/08/1987 | 10/04/2004          |
| 515        | 9         | Tomba di ghiaccio                | 01/09/1987 | 10/05/2004          |
| 516        | 10        | Nessuno risponde                 | 01/10/1987 | 10/06/2004          |
| 517        | 11        | Vendetta nel roseto              | 01/11/1987 | 10/07/2004          |
| 518        | 12        | Carosello di morte               | 01/12/1987 | 10/08/2004          |

## Anno XXVII - 27 (1988)
| N° (serie) | N° (anno) | Titolo                       | Data       | Data prima ristampa |
| ---------- | --------- | ---------------------------- | ---------- | ------------------- |
| 519        | 1         | Attacco alla torre           | 01/01/1988 | 10/09/2004          |
| 520        | 2         | Beffa alla malavita          | 01/02/1988 | 10/10/2004          |
| 521        | 3         | Scontro fra criminali        | 01/03/1988 | 10/11/2004          |
| 522        | 4         | Alibi di ferro               | 01/04/1988 | 17/12/2004          |
| 523        | 5         | Una talpa nella polizia      | 01/05/1988 | 10/01/2005          |
| 524        | 6         | Trappole psicologiche        | 01/06/1988 | 10/02/2005          |
| 525        | 7         | La donna dagli occhi di gelo | 01/07/1988 | 10/03/2005          |
| 526        | 8         | Un aiuto imprevisto          | 01/08/1988 | 10/04/2005          |
| 527        | 9         | Diabolik deve morire         | 01/09/1988 | 10/05/2005          |
| 528        | 10        | Imboscata a un agguato       | 01/10/1988 | 10/06/2005          |
| 529        | 11        | La ballata del re            | 01/11/1988 | 10/07/2005          |
| 530        | 12        | Oscuro movente               | 01/12/1988 | 10/08/2005          |

## Anno XXVIII - 28 (1989)
| N° (serie) | N° (anno) | Titolo                  | Data       | Data prima ristampa |
| ---------- | --------- | ----------------------- | ---------- | ------------------- |
| 531        | 1         | Colpo al casinò         | 01/01/1989 | 10/09/2005          |
| 532        | 2         | Senza testimoni         | 01/03/1989 | 10/10/2005          |
| 533        | 3         | Vendetta trasversale    | 01/05/1989 | 10/11/2005          |
| 534        | 4         | Situazioni disperate    | 01/07/1989 | 10/12/2005          |
| 535        | 5         | L'ultima mossa          | 01/08/1989 | 10/01/2006          |
| 536        | 6         | Colpiti dritti al cuore | 01/09/1989 | 10/02/2006          |
| 537        | 7         | Doppio colpo            | 01/11/1989 | 10/03/2006          |

## Anno XXIX - 29 (1990)
| N° (serie) | N° (anno) | Titolo                  | Data       | Data prima ristampa |
| ---------- | --------- | ----------------------- | ---------- | ------------------- |
| 538        | 1         | Uno spregevole omicidio | 01/01/1990 | 10/04/2006          |
| 539        | 2         | A mani vuote            | 27/02/1990 | 10/05/2006          |
| 540        | 3         | Delitto o suicidio?     | 27/04/1990 | 10/06/2006          |
| 541        | 4         | Complice involontario   | 01/07/1990 | 10/07/2006          |
| 542        | 5         | Sullo stesso piano      | 01/08/1990 | 10/08/2006          |
| 543        | 6         | Col cuore in gola       | 01/09/1990 | 10/09/2006          |
| 544        | 7         | L'erede                 | 01/11/1990 | 10/10/2006          |

## Anno XXX - 30 (1991)
| N° (serie) | N° (anno) | Titolo                     | Data       | Data prima ristampa |
| ---------- | --------- | -------------------------- | ---------- | ------------------- |
| 545        | 1         | Astuzia incredibile        | 01/01/1991 | 10/11/2006          |
| 546        | 2         | Un pazzo sul set           | 01/03/1991 | 10/12/2006          |
| 547        | 3         | Prigione di cristallo      | 01/05/1991 | 10/01/2007          |
| 548        | 4         | Un enigma risolto nel buio | 01/07/1991 | 10/02/2007          |
| 549        | 5         | La partita interrotta      | 01/08/1991 | 10/03/2007          |
| 550        | 6         | Una manciata di vetri      | 01/09/1991 | 10/04/2007          |
| 551        | 7         | La furia di un uomo        | 01/11/1991 | 10/05/2007          |

## Anno XXXI - 31 (1992)
| N° (serie) | N° (anno) | Titolo                | Data       | Data prima ristampa |
| ---------- | --------- | --------------------- | ---------- | ------------------- |
| 552        | 1         | Il testimone          | 01/01/1992 | 10/06/2007          |
| 553        | 2         | Mistero sotto il mare | 01/03/1992 | 10/07/2007          |
| 554        | 3         | 5 diamanti unici      | 01/05/1992 | 10/08/2007          |
| 555        | 4         | Vittime di un intrigo | 01/07/1992 | 10/09/2007          |
| 556        | 5         | Il grande burattinaio | 01/08/1992 | 10/10/2007          |
| 557        | 6         | Un covo di vipere     | 01/09/1992 | 10/11/2007          |
| 558        | 7         | Giustiziato!          | 01/11/1992 | 10/12/2007          |

## Anno XXXII - 32 (1993)
| N° (serie) | N° (anno) | Titolo                | Data       | Data prima ristampa |
| ---------- | --------- | --------------------- | ---------- | ------------------- |
| 559        | 1         | Scontro frontale      | 01/01/1993 | 10/01/2008          |
| 560        | 2         | Infame ricatto        | 01/03/1993 | 10/02/2008          |
| 561        | 3         | Bersaglio: Diabolik   | 01/05/1993 | 10/03/2008          |
| 562        | 4         | Senza pietà           | 01/07/1993 | 10/04/2008          |
| 563        | 5         | Terrore per Eva       | 01/08/1993 | 10/05/2008          |
| 564        | 6         | L'ultimo regalo       | 01/09/1993 | 10/06/2008          |
| 565        | 7         | Origine di una strage | 01/11/1993 | 10/07/2008          |

## Anno XXXIII - 33 (1994)
| N° (serie) | N° (anno) | Titolo                  | Data       | Data prima ristampa |
| ---------- | --------- | ----------------------- | ---------- | ------------------- |
| 566        | 1         | Realtà simulata         | 01/01/1994 | 10/08/2008          |
| 567        | 2         | Orrendo mercato         | 01/03/1994 | 10/09/2008          |
| 568        | 3         | Mafia                   | 01/05/1994 | 10/10/2008          |
| 569        | 4         | L'ombra della morte     | 01/07/1994 | 10/11/2008          |
| 570        | 5         | Magia nera              | 01/08/1994 | 10/12/2008          |
| 571        | 6         | Il morso del serpente   | 01/09/1994 | 10/01/2009          |
| 572        | 7         | Una frazione di secondo | 01/10/1994 | 10/02/2009          |
| 573        | 8         | Una fuga mortale        | 01/11/1994 | 10/03/2009          |
| 574        | 9         | Violenza carnale        | 01/12/1994 | 10/04/2009          |

## Anno XXXIV - 34 (1995)
| N° (serie) | N° (anno) | Titolo                       | Data       | Data prima ristampa |
| ---------- | --------- | ---------------------------- | ---------- | ------------------- |
| 575        | 1         | Gioco perverso               | 01/01/1995 | 10/05/2009          |
| 576        | 2         | Presagio di un delitto       | 01/02/1995 | 10/06/2009          |
| 577        | 3         | In crociera con la morte     | 01/03/1995 | 10/07/2009          |
| 578        | 4         | Odio senza limiti            | 01/04/1995 | 10/08/2009          |
| 579        | 5         | A tu per tu con l'avversario | 01/05/1995 | 10/09/2009          |
| 580        | 6         | Maschere insanguinate        | 01/06/1995 | 10/10/2009          |
| 581        | 7         | Caccia all'uomo              | 01/07/1995 | 10/11/2009          |
| 582        | 8         | Nel tunnel della pazzia      | 01/08/1995 | 10/12/2009          |
| 583        | 9         | Rinchiusa in una bara        | 01/09/1995 | 10/01/2010          |
| 584        | 10        | Nel gorgo del terrore        | 01/10/1995 | 10/02/2010          |
| 585        | 11        | Esecuzione capitale          | 01/11/1995 | 10/03/2010          |
| 586        | 12        | Intrigo internazionale       | 01/12/1995 | 10/04/2010          |

## Anno XXXV - 35 (1996)
| N° (serie) | N° (anno) | Titolo                         | Data       | Data prima ristampa |
| ---------- | --------- | ------------------------------ | ---------- | ------------------- |
| 587        | 1         | Eroina per Ginko               | 01/01/1996 | 10/05/2010          |
| 588        | 2         | Una voce dall'aldilà           | 01/02/1996 | 10/06/2010          |
| 589        | 3         | Il vestito strappato           | 01/03/1996 | 10/07/2010          |
| 590        | 4         | Minaccia dal passato           | 01/04/1996 | 10/08/2010          |
| 591        | 5         | Una scarica di adrenalina      | 01/05/1996 | 10/09/2010          |
| 592        | 6         | Cento guerrieri d'oro          | 01/06/1996 | 10/10/2010          |
| 593        | 7         | Nel cappio dell'usura          | 01/07/1996 | 10/11/2010          |
| 594        | 8         | Terrore sul Karima             | 01/08/1996 | 10/12/2010          |
| 595        | 9         | Altea ti ucciderò!             | 01/09/1996 | 10/01/2011          |
| 596        | 10        | Briciole per i soliti ignoti   | 01/10/1996 | 10/02/2011          |
| 597        | 11        | Il mistero degli incappucciati | 01/11/1996 | 10/03/2011          |
| 598        | 12        | Schema "D"                     | 01/12/1996 | 10/04/2011          |

## Anno XXXVI - 36 (1997)
| N° (serie) | N° (anno) | Titolo                     | Data       | Data prima ristampa |
| ---------- | --------- | -------------------------- | ---------- | ------------------- |
| 599        | 1         | La morte bussa due volte   | 01/01/1997 | 10/05/2011          |
| 600        | 2         | Il giorno di San Valentino | 01/02/1997 | 10/06/2011          |
| 601        | 3         | Nelle spire del serpente   | 01/03/1997 | 10/07/2011          |
| 602        | 4         | Una famiglia di iene       | 01/04/1997 | 10/08/2011          |
| 603        | 5         | La morte dolce             | 01/05/1997 | 10/09/2011          |
| 604        | 6         | Nemici alla pari           | 01/06/1997 | 10/10/2011          |
| 605        | 7         | Lotta col tempo            | 01/07/1997 | 10/11/2011          |
| 606        | 8         | L'isola dei veleni         | 01/08/1997 | 10/12/2011          |
| 607        | 9         | Una notte da incubo        | 01/08/1997 | 10/01/2012          |
| 608        | 10        | Violenza nel metrò         | 01/10/1997 | 10/02/2012          |
| 609        | 11        | Voci rubate                | 01/11/1997 | 10/03/2012          |
| 610        | 12        | Nella camera a gas         | 01/12/1997 | 10/04/2012          |

## Anno XXXVII - 37 (1998)
| N° (serie) | N° (anno) | Titolo                  | Data       | Data prima ristampa |
| ---------- | --------- | ----------------------- | ---------- | ------------------- |
| 611        | 1         | Un amore pazzo          | 01/01/1998 | 10/05/2012          |
| 612        | 2         | La rivincita di Eva     | 01/02/1998 | 10/06/2012          |
| 613        | 3         | La luce del male        | 01/03/1998 | 10/07/2012          |
| 614        | 4         | Capo d'accusa: omicidio | 01/04/1998 | 10/08/2012          |
| 615        | 5         | In nome della giustizia | 01/05/1998 | 10/09/2012          |
| 616        | 6         | Mercanti di schiavi     | 01/06/1998 | 10/10/2012          |
| 617        | 7         | Un socio pericoloso     | 01/07/1998 | 10/11/2012          |
| 618        | 8         | La clinica della morte  | 01/08/1998 | 10/12/2012          |
| 619        | 9         | Il dito mozzato         | 01/09/1998 | 10/01/2013          |
| 620        | 10        | Il tesoro di King       | 01/10/1998 | 10/02/2013          |
| 621        | 11        | Gli occhi di Sushima    | 01/11/1998 | 10/03/2013          |
| 622        | 12        | La prigione dei dannati | 01/12/1998 | 10/04/2013          |

## Anno XXXVIII - 38 (1999)
| N° (serie) | N° (anno) | Titolo                         | Data       | Data prima ristampa |
| ---------- | --------- | ------------------------------ | ---------- | ------------------- |
| 623        | 1         | Quattro allegri diavoletti     | 01/01/1999 | 10/05/2013          |
| 624        | 2         | La morte ha due facce          | 01/02/1999 | 10/06/2013          |
| 625        | 3         | Nessuno è quello che sembra    | 01/03/1999 | 10/07/2013          |
| 626        | 4         | Diabolik prenderò il tuo posto | 01/04/1999 | 10/08/2013          |
| 627        | 5         | Strategia di una vendetta      | 01/05/1999 | 10/09/2013          |
| 628        | 6         | Dieci zaffiri stellati         | 01/06/1999 | 10/10/2013          |
| 629        | 7         | Perduti!                       | 01/07/1999 | 10/11/2013          |
| 630        | 8         | Colpo alla cieca               | 01/08/1999 | 10/12/2013          |
| 631        | 9         | Mistero insoluto               | 01/09/1999 | 10/01/2014          |
| 632        | 10        | Sull'orlo del baratro          | 01/10/1999 | 10/02/2014          |
| 633        | 11        | Un indizio dall'oltretomba     | 01/11/1999 | 10/03/2014          |
| 634        | 12        | Panico all'aeroporto           | 01/12/1999 | 10/04/2014          |

## Anno XXXIX - 39 (2000)
| N° (serie) | N° (anno) | Titolo                  | Data       | Data prima ristampa |
| ---------- | --------- | ----------------------- | ---------- | ------------------- |
| 635        | 1         | Il colpo del 2000       | 01/01/2000 | 10/05/2014          |
| 636        | 2         | Una partita per la vita | 01/02/2000 | 10/06/2014          |
| 637        | 3         | La corte dei miracoli   | 01/03/2000 | 10/07/2014          |
| 638        | 4         | Il seme del dubbio      | 01/04/2000 | 10/08/2014          |
| 639        | 5         | Ti strapperò il cuore   | 01/05/2000 | 10/09/2014          |
| 640        | 6         | Vendetta oltre la morte | 01/06/2000 | 10/10/2014          |
| 641        | 7         | L'agonia di Eva         | 01/07/2000 | 10/11/2014          |
| 642        | 8         | Colpo di scena          | 01/08/2000 | 10/12/2014          |
| 643        | 9         | Fuga dall'obitorio      | 01/09/2000 | 10/01/2015          |
| 644        | 10        | Dietro la maschera      | 01/10/2000 | 10/02/2015          |
| 645        | 11        | Furia bestiale          | 01/11/2000 | 10/03/2015          |
| 646        | 12        | Vampiri a Clerville     | 01/12/2000 | 10/04/2015          |

## Anno XL - 40 (2001)
| N° (serie) | N° (anno) | Titolo               | Data       | Data prima ristampa |
| ---------- | --------- | -------------------- | ---------- | ------------------- |
| 647        | 1         | Il ladro invisibile  | 01/01/2001 | 10/05/2015          |
| 648        | 2         | Notte magica         | 01/02/2001 | 10/06/2015          |
| 649        | 3         | Beffa a Diabolik     | 01/03/2001 | 10/07/2015          |
| 650        | 4         | Eredità per Eva      | 01/04/2001 | 10/08/2015          |
| 651        | 5         | Il nero vince        | 01/05/2001 | 10/09/2015          |
| 652        | 6         | Nel nome di Diabolik | 01/06/2001 | 10/10/2015          |
| 653        | 7         | L'ultimo rubino      | 01/07/2001 | 10/11/2015          |
| 654        | 8         | Testimone d'accusa   | 01/08/2001 | 10/12/2015          |
| 655        | 9         | Vuoto di memoria     | 01/08/2001 | 10/01/2016          |
| 656        | 10        | La goccia di rugiada | 01/10/2001 | 10/02/2016          |
| 657        | 11        | Trappola per Ginko   | 01/11/2001 | 10/03/2016          |
| 658        | 12        | La rivale di Altea   | 01/12/2001 | 10/04/2016          |

## Anno XLI - 41 (2002)
| N° (serie) | N° (anno) | Titolo                    | Data       | Data prima ristampa |
| ---------- | --------- | ------------------------- | ---------- | ------------------- |
| 659        | 1         | Contro un fantasma        | 01/01/2002 | 10/05/2016          |
| 660        | 2         | Nella tana del lupo       | 01/02/2002 | 10/06/2016          |
| 661        | 3         | Diamanti grezzi           | 01/03/2002 | 10/07/2016          |
| 662        | 4         | Sete di vendetta          | 01/04/2002 | 10/08/2016          |
| 663        | 5         | Il segreto sepolto        | 01/05/2002 | 10/09/2016          |
| 664        | 6         | Le tre ninfe              | 01/06/2002 | 10/10/2016          |
| 665        | 7         | Relazioni pericolose      | 01/07/2002 | 10/11/2016          |
| 666        | 8         | Un piccolo imprevisto     | 01/08/2002 | 10/12/2016          |
| 667        | 9         | Intervista a Diabolik     | 01/09/2002 | 10/01/2017          |
| 668        | 10        | Tallone d'Achille         | 01/10/2002 | 10/02/2017          |
| 669        | 11        | Ritorno all'isola di King | 01/11/2002 | 10/03/2017          |
| 670        | 12        | In gara con la morte      | 01/12/2002 | 10/04/2017          |

## Anno XLII - 42 (2003)
| N° (serie) | N° (anno) | Titolo               | Data       | Data prima ristampa |
| ---------- | --------- | -------------------- | ---------- | ------------------- |
| 671        | 1         | Diabolici amanti     | 01/01/2003 | 10/05/2017          |
| 672        | 2         | Diabolik è scomparso | 01/02/2003 | 10/06/2017          |
| 673        | 3         | Orrore nel silenzio  | 01/03/2003 | 10/07/2017          |
| 674        | 4         | Guardia del corpo    | 01/04/2003 | 10/08/2017          |
| 675        | 5         | Killer per caso      | 01/05/2003 | 10/09/2017          |
| 676        | 6         | La villa della morte | 01/06/2003 | 10/10/2017          |
| 677        | 7         | La perla rossa       | 01/07/2003 | 10/11/2017          |
| 678        | 8         | Traffico d'armi      | 01/08/2003 | 10/12/2017          |
| 679        | 9         | Patto col diavolo    | 01/09/2003 | 10/01/2018          |
| 680        | 10        | Doppia trappola      | 01/10/2003 | 10/02/2018          |
| 681        | 11        | Un dannato alibi     | 01/11/2003 | 10/03/2018          |
| 682        | 12        | Legami di sangue     | 01/12/2003 | 10/04/2018          |

## Anno XLIII - 43 (2004)
| N° (serie) | N° (anno) | Titolo                  | Data       | Data prima ristampa |
| ---------- | --------- | ----------------------- | ---------- | ------------------- |
| 683        | 1         | L'erede del tesoro      | 01/01/2004 | 10/05/2018          |
| 684        | 2         | La fortezza inviolabile | 01/02/2004 | 10/06/2018          |
| 685        | 3         | Idee rubate             | 01/03/2004 | 10/07/2018          |
| 686        | 4         | L'allieva               | 01/04/2004 | 10/08/2018          |
| 687        | 5         | Un cadavere imprevisto  | 01/05/2004 | 10/09/2018          |
| 688        | 6         | Senza maschera          | 01/06/2004 | 10/10/2018          |
| 689        | 7         | L'altra donna           | 01/07/2004 | 10/11/2018          |
| 690        | 8         | Quando tutti mentono    | 01/08/2004 | 10/12/2018          |
| 691        | 9         | La sposa in bianco      | 01/09/2004 | 10/01/2019          |
| 692        | 10        | Colpo di fulmine        | 01/10/2004 | 10/02/2019          |
| 693        | 11        | Amnesia                 | 01/11/2004 | 10/03/2019          |
| 694        | 12        | Soldi sporchi           | 01/12/2004 | 10/04/2019          |

## Anno XLIV - 44 (2005)
| N° (serie) | N° (anno) | Titolo                       | Data       | Data prima ristampa |
| ---------- | --------- | ---------------------------- | ---------- | ------------------- |
| 695        | 1         | Eva nel mirino               | 01/01/2005 | 10/05/2019          |
| 696        | 2         | Una vita in gioco            | 01/02/2005 | 10/06/2019          |
| 697        | 3         | La serpe in seno             | 01/03/2005 | 10/07/2019          |
| 698        | 4         | L'isola degli uomini perduti | 01/04/2005 | 10/08/2019          |
| 699        | 5         | L'ira di un padre            | 01/05/2005 | 10/09/2019          |
| 700        | 6         | Settecento gocce di sangue   | 01/06/2005 | 10/10/2019          |
| 701        | 7         | Catena di imprevisti         | 01/07/2005 | 10/11/2019          |
| 702        | 8         | In ostaggio!                 | 01/08/2005 | 10/12/2019          |
| 703        | 9         | Le due facce della verità    | 01/09/2005 | 10/01/2020          |
| 704        | 10        | Vite incrociate              | 01/10/2005 | 10/02/2020          |
| 705        | 11        | Un piano quasi perfetto      | 01/11/2005 | 10/03/2020          |
| 706        | 12        | La coda del pavone           | 01/12/2005 | 10/04/2020          |

## Anno XLV - 45 (2006)
| N° (serie) | N° (anno) | Titolo                  | Data       | Data prima ristampa |
| ---------- | --------- | ----------------------- | ---------- | ------------------- |
| 707        | 1         | Paranoia                | 01/01/2006 | 10/05/2020          |
| 708        | 2         | Il sangue dei traditori | 01/02/2006 | 10/06/2020          |
| 709        | 3         | Un'eredità misteriosa   | 01/03/2006 | 10/07/2020          |
| 710        | 4         | Un appello dal passato  | 01/04/2006 | 10/08/2020          |
| 711        | 5         | Un rifugio da salvare   | 01/05/2006 | 10/09/2020          |
| 712        | 6         | Dietro il sipario       | 01/06/2006 | 10/10/2020          |
| 713        | 7         | La resa di Ginko        | 01/07/2006 | 10/11/2020          |
| 714        | 8         | Diabolik deve pagare    | 01/08/2006 | 10/12/2020          |
| 715        | 9         | Appesi a un filo        | 01/09/2006 | 10/01/2021          |
| 716        | 10        | Il fuoco della vendetta | 01/10/2006 | 10/02/2021          |
| 717        | 11        | Contratto di morte      | 01/11/2006 | 10/03/2021          |
| 718        | 12        | Codice d'onore          | 01/12/2006 | 10/04/2021          |

## Anno XLVI - 46 (2007)
| N° (serie) | N° (anno) | Titolo                  | Data       | Data prima ristampa |
| ---------- | --------- | ----------------------- | ---------- | ------------------- |
| 719        | 1         | Il segreto della rocca  | 01/01/2007 | 10/05/2021          |
| 720        | 2         | Il drago di giada       | 01/02/2007 | 10/06/2021          |
| 721        | 3         | La donna sbagliata      | 01/03/2007 | 10/07/2021          |
| 722        | 4         | I fiori del male        | 01/04/2007 | 10/08/2021          |
| 723        | 5         | Colpo impossibile       | 01/05/2007 | 10/09/2021          |
| 724        | 6         | Fuori gioco             | 01/06/2007 | 10/10/2021          |
| 725        | 7         | Incubo atomico          | 01/07/2007 | 10/11/2021          |
| 726        | 8         | Un'isola maledetta      | 01/08/2007 | 10/12/2021          |
| 727        | 9         | Fuga dall'isola         | 01/09/2007 | 10/01/2022          |
| 728        | 10        | La cassaforte del morto | 01/10/2007 | 10/02/2022          |
| 729        | 11        | Agguato in alto mare    | 01/11/2007 | 10/03/2022          |
| 730        | 12        | Patto al veleno         | 01/12/2007 | 10/04/2022          |

## Anno XLVII - 47 (2008)
| N° (serie) | N° (anno) | Titolo                 | Data       | Data prima ristampa |
| ---------- | --------- | ---------------------- | ---------- | ------------------- |
| 731        | 1         | Il diamante nero       | 01/01/2008 | 10/05/2022          |
| 732        | 2         | Passione e tradimento  | 01/02/2008 | 10/06/2022          |
| 733        | 3         | In volo verso la morte | 01/03/2008 | 10/07/2022          |
| 734        | 4         | Troppi prigionieri     | 01/04/2008 | 10/08/2022          |
| 735        | 5         | Maledetto Ginko!       | 01/05/2008 | 10/09/2022          |
| 736        | 6         | Come Diabolik          | 01/06/2008 | 10/10/2022          |
| 737        | 7         | Minaccia sulla strada  | 01/07/2008 | 10/11/2022          |
| 738        | 8         | Al quarto mese         | 01/08/2008 | 10/12/2022          |
| 739        | 9         | La maschera bruciata   | 01/09/2008 | 10/01/2023          |
| 740        | 10        | In fuga da Diabolik    | 01/10/2008 | 10/02/2023          |
| 741        | 11        | Il prezzo dell'inganno | 01/11/2008 | 10/03/2023          |
| 742        | 12        | Il ritorno di Sibilla  | 01/12/2008 | 10/04/2023          |

## Anno XLVIII - 48 (2009)
| N° (serie) | N° (anno) | Titolo                   | Data       | Data prima ristampa |
| ---------- | --------- | ------------------------ | ---------- | ------------------- |
| 743        | 1         | Sangue sulla neve        | 01/01/2009 | 10/05/2023          |
| 744        | 2         | Un colpo in sospeso      | 01/02/2009 | 10/06/2023          |
| 745        | 3         | La cassaforte invisibile | 01/03/2009 | 10/07/2023          |
| 746        | 4         | L'implacabile killer     | 01/04/2009 | 10/08/2023          |
| 747        | 5         | Oro e piombo             | 01/05/2009 | 10/09/2023          |
| 748        | 6         | Fatidico errore          | 01/06/2009 | 10/10/2023          |
| 749        | 7         | Una strage per Eva       | 01/07/2009 | 10/11/2023          |
| 750        | 8         | Dietro le sbarre         | 01/08/2009 | 10/12/2023          |
| 751        | 9         | La maschera sbagliata    | 01/09/2009 | 10/01/2024          |
| 752        | 10        | La fedele complice       | 01/10/2009 | 10/02/2024          |
| 753        | 11        | La morte sa aspettare    | 01/11/2009 | 10/03/2024          |
| 754        | 12        | L'ultima beffa           | 01/12/2009 | 10/04/2024          |

## Anno XLIX - 49 (2010)
| N° (serie) | N° (anno) | Titolo                   | Data       | Data prima ristampa |
| ---------- | --------- | ------------------------ | ---------- | ------------------- |
| 755        | 1         | A volto scoperto         | 01/01/2010 | 10/05/2024          |
| 756        | 2         | Per amore di Ginko       | 01/02/2010 | 10/06/2024          |
| 757        | 3         | Oscura vendetta          | 01/03/2010 | 10/07/2024          |
| 758        | 4         | La notte degli agguati   | 01/04/2010 | 10/08/2024          |
| 759        | 5         | Appuntamento al buio     | 01/05/2010 | 10/09/2024          |
| 760        | 6         | Morto che parla          | 01/06/2010 | 10/10/2024          |
| 761        | 7         | Un figlio per Diabolik   | 01/07/2010 | 10/11/2024          |
| 762        | 8         | Il covo degli orchi      | 01/08/2010 | 10/12/2024          |
| 763        | 9         | La vendetta di Ginko     | 01/09/2010 | 10/01/2025          |
| 764        | 10        | Una su dieci             | 01/10/2010 | 10/02/2025          |
| 765        | 11        | Lavori in corso          | 01/11/2010 | 10/03/2025          |
| 766        | 12        | Fermate la ghigliottina! | 01/12/2010 | 10/04/2025          |

## Anno L - 50 (2011)
| N° (serie) | N° (anno) | Titolo                  | Data       | Data prima ristampa |
| ---------- | --------- | ----------------------- | ---------- | ------------------- |
| 767        | 1         | Terra bruciata          | 01/01/2011 | 10/05/2025          |
| 768        | 2         | L'unica via d'uscita    | 01/02/2011 | 10/06/2025          |
| 769        | 3         | Sull'orlo della fossa   | 01/03/2011 | 10/07/2025          |
| 770        | 4         | Tutto in una notte      | 01/04/2011 | 10/08/2025          |
| 771        | 5         | Il richiamo della morte | 01/05/2011 | 10/09/2025          |
| 772        | 6         | False alleanze          | 01/06/2011 | 10/10/2025          |
| 773        | 7         | Trappola nel deserto    | 01/07/2011 | 10/11/2025          |
| 774        | 8         | Una maschera per Ginko  | 01/08/2011 | 10/12/2025          |
| 775        | 9         | Quattro colpi rapidi    | 01/09/2011 | 10/01/2026          |
| 776        | 10        | Il momento sbagliato    | 01/10/2011 | 10/02/2026          |
| 777        | 11        | Incubo: Diabolik        | 01/11/2011 | 10/03/2026          |
| 778        | 12        | Le tracce del lupo      | 01/12/2011 | 10/04/2026          |

## Anno LI - 51 (2012)
| N° (serie) | N° (anno) | Titolo                    | Data       | Data prima ristampa |
| ---------- | --------- | ------------------------- | ---------- | ------------------- |
| 779        | 1         | In fondo al tunnel        | 01/01/2012 | 10/05/2026          |
| 780        | 2         | La congiura dei traditori | 01/02/2012 | 10/06/2026          |
| 781        | 3         | Segreti di famiglia       | 01/03/2012 | 10/07/2026          |
| 782        | 4         | Il collezionista          | 01/04/2012 | 10/08/2026          |
| 783        | 5         | Un uomo violento          | 01/05/2012 | 10/09/2026          |
| 784        | 6         | Mossa a sorpresa          | 01/06/2012 | 10/10/2026          |
| 785        | 7         | La catena di ghiaccio     | 01/07/2012 | 10/11/2026          |
| 786        | 8         | Minaccia mortale          | 01/08/2012 | 10/12/2026          |
| 787        | 9         | Soli contro tutti         | 01/09/2012 | 10/01/2027          |
| 788        | 10        | A peso d'oro              | 01/10/2012 | 10/02/2027          |
| 789        | 11        | Il segreto di Diabolik    | 01/11/2012 | 10/03/2027          |
| 790        | 12        | A prova di fuga           | 01/12/2012 | 10/04/2027          |

## Anno LII - 52 (2013)
| N° (serie) | N° (anno) | Titolo                        | Data       | Data prima ristampa |
| ---------- | --------- | ----------------------------- | ---------- | ------------------- |
| 791        | 1         | Tu ucciderai Eva              | 01/01/2013 | 10/05/2027          |
| 792        | 2         | Trappola per due              | 01/02/2013 | 10/06/2027          |
| 793        | 3         | I segreti di Morben           | 01/03/2013 | 10/07/2027          |
| 794        | 4         | Sangue nella giungla          | 01/04/2013 | 10/08/2027          |
| 795        | 5         | Rischio calcolato             | 01/05/2013 | 10/09/2027          |
| 796        | 6         | Il potere delle tigri         | 01/06/2013 | 10/10/2027          |
| 797        | 7         | Sentenze di morte             | 01/07/2013 | 10/11/2027          |
| 798        | 8         | Colpo su colpo                | 01/08/2013 | 10/12/2027          |
| 799        | 9         | L'ultimo colpo                | 01/09/2013 | 10/01/2028          |
| 800        | 10        | Ottocento lacrime di ghiaccio | 01/10/2013 | 10/02/2028          |
| 801        | 11        | L'inganno vince               | 01/11/2013 | 10/03/2028          |
| 802        | 12        | Ricatto senza fine            | 01/12/2013 | 10/04/2028          |

## Anno LIII - 53 (2014)
| N° (serie) | N° (anno) | Titolo                     | Data       | Data prima ristampa |
| ---------- | --------- | -------------------------- | ---------- | ------------------- |
| 803        | 1         | Trappola per topi          | 01/01/2014 | 10/05/2028          |
| 804        | 2         | Scomparsi                  | 01/02/2014 | 10/06/2028          |
| 805        | 3         | Solo per amore             | 01/03/2014 | 10/07/2028          |
| 806        | 4         | Contro ogni regola         | 01/04/2014 | 10/08/2028          |
| 807        | 5         | Una donna molto pericolosa | 01/05/2014 | 10/09/2028          |
| 808        | 6         | Vendetta senza limiti      | 01/06/2014 | 10/10/2028          |
| 809        | 7         | Impossibile per Diabolik   | 01/07/2014 | 10/11/2028          |
| 810        | 8         | Il regalo                  | 01/08/2014 | 10/12/2028          |
| 811        | 9         | Sotto tortura              | 01/09/2014 | 10/01/2029          |
| 812        | 10        | Il coraggio di Altea       | 01/10/2014 | 10/02/2029          |
| 813        | 11        | All'ultimo respiro         | 01/11/2014 | 10/03/2029          |
| 814        | 12        | Il rubino scomparso        | 01/12/2014 | 10/04/2029          |

## Anno LIV - 54 (2015)
| N° (serie) | N° (anno) | Titolo               | Data       | Data prima ristampa |
| ---------- | --------- | -------------------- | ---------- | ------------------- |
| 815        | 1         | Scritto nel sangue   | 01/01/2015 | 10/05/2029          |
| 816        | 2         | Costretto a uccidere | 01/02/2015 | 10/06/2029          |
| 817        | 3         | Per poche ore        | 01/03/2015 | 10/07/2029          |
| 818        | 4         | Il bracciale perduto | 01/04/2015 | 10/08/2029          |
| 819        | 5         | Tutto da rifare      | 01/05/2015 | 10/09/2029          |
| 820        | 6         | Sotto assedio        | 01/06/2015 | 10/10/2029          |
| 821        | 7         | La morte in corpo    | 01/07/2015 | 10/11/2029          |
| 822        | 8         | Uno dei tre          | 01/08/2015 | 10/12/2029          |
| 823        | 9         | Morte in alto mare   | 01/09/2015 | 10/01/2030          |
| 824        | 10        | Ho ucciso Eva Kant   | 01/10/2015 | 10/02/2030          |
| 825        | 11        | Sangue sul fiume     | 01/11/2015 | 10/03/2030          |
| 826        | 12        | Angoscia dal passato | 01/12/2015 | 10/04/2030          |

## Anno LV - 55 (2016)
| N° (serie) | N° (anno) | Titolo                  | Data       | Data prima ristampa |
| ---------- | --------- | ----------------------- | ---------- | ------------------- |
| 827        | 1         | Complesso di colpa      | 01/01/2016 | 10/05/2030          |
| 828        | 2         | A mani nude             | 01/02/2016 | 10/06/2030          |
| 829        | 3         | Delitto imperfetto      | 01/03/2016 | 10/07/2030          |
| 830        | 4         | In mano al nemico       | 01/04/2016 | 10/08/2030          |
| 831        | 5         | Non solo per i diamanti | 01/05/2016 | 10/09/2030          |
| 832        | 6         | Il gioco degli inganni  | 01/06/2016 | 10/10/2030          |
| 833        | 7         | Morte in paradiso       | 01/07/2016 | 10/11/2030          |
| 834        | 8         | L'ombra della gelosia   | 01/08/2016 | 10/12/2030          |
| 835        | 9         | Come una pantera        | 01/09/2016 | 10/01/2031          |
| 836        | 10        | La mano del morto       | 01/10/2016 | 10/02/2031          |
| 837        | 11        | Due piani infallibili   | 01/11/2016 | 10/03/2031          |
| 838        | 12        | La chiave del mistero   | 01/12/2016 | 10/04/2031          |

## Anno LVI - 56 (2017)
| N° (serie) | N° (anno) | Titolo                  | Data       |
| ---------- | --------- | ----------------------- | ---------- |
| 839        | 1         | Colpo di fortuna        | 01/01/2017 |
| 840        | 2         | Una morte scomoda       | 01/02/2017 |
| 841        | 3         | Il vero e il falso      | 01/03/2017 |
| 842        | 4         | Catena di inganni       | 01/04/2017 |
| 843        | 5         | Furto invisibile        | 01/05/2017 |
| 844        | 6         | Caccia all'assassino    | 01/06/2017 |
| 845        | 7         | La morte va in scena    | 01/07/2017 |
| 846        | 8         | Altea non risponde      | 01/08/2017 |
| 847        | 9         | Diabolik entra in gioco | 01/09/2017 |
| 848        | 10        | L'ora della verità      | 01/10/2017 |
| 849        | 11        | Nessuno è innocente     | 01/11/2017 |
| 850        | 12        | Sulle tracce di Eva     | 01/12/2017 |

## Anno LVII - 57 (2018)
| N° (serie) | N° (anno) | Titolo                 | Data       |
| ---------- | --------- | ---------------------- | ---------- |
| 851        | 1         | Cappio alla gola       | 01/01/2018 |
| 852        | 2         | L'esca                 | 01/02/2018 |
| 853        | 3         | Il primo amore         | 01/03/2018 |
| 854        | 4         | La lama della vendetta | 01/04/2018 |
| 855        | 5         | Trovate quel rifugio!  | 01/05/2018 |
| 856        | 6         | Il cavallo vincente    | 01/06/2018 |
| 857        | 7         | La prova decisiva      | 01/07/2018 |
| 858        | 8         | Sempre più a rischio   | 01/08/2018 |
| 859        | 9         | Una morte non sospetta | 01/09/2018 |
| 860        | 10        | L'ultima fuga          | 01/10/2018 |
| 861        | 11        | Doppia caccia          | 01/11/2018 |
| 862        | 12        | Spietati!              | 01/12/2018 |

## Anno LVIII - 58 (2019)
| N° (serie) | N° (anno) | Titolo                  | Data       |
| ---------- | --------- | ----------------------- | ---------- |
| 863        | 1         | Il tesoro perduto       | 01/01/2019 |
| 864        | 2         | La ribelle              | 01/02/2019 |
| 865        | 3         | Obiettivo in nero       | 01/03/2019 |
| 866        | 4         | Due contro tutti        | 01/04/2019 |
| 867        | 5         | Scomoda testimone       | 01/05/2019 |
| 868        | 6         | Il prezzo degli ostaggi | 01/06/2019 |
| 869        | 7         | Con la stessa moneta    | 01/07/2019 |
| 870        | 8         | Tragico scambio         | 01/08/2019 |
| 871        | 9         | Innocente o colpevole?  | 01/09/2019 |
| 872        | 10        | Violenza di classe      | 01/10/2019 |
| 873        | 11        | L'ora fatale            | 01/11/2019 |
| 874        | 12        | Niente da perdere       | 01/12/2019 |

## Anno LIX - 59 (2020)
| N° (serie) | N° (anno) | Titolo                 | Data       |
| ---------- | --------- | ---------------------- | ---------- |
| 875        | 1         | Il legionario          | 01/01/2020 |
| 876        | 2         | Triplo rischio         | 01/02/2020 |
| 877        | 3         | Riscatto per Diabolik  | 01/03/2020 |
| 878        | 4         | Colpo da maestro       | 01/04/2020 |
| 879        | 5         | Danni collaterali      | 01/05/2020 |
| 880        | 6         | Fuga forzata           | 01/06/2020 |
| 881        | 7         | Il patto               | 01/07/2020 |
| 882        | 8         | Viale del tramonto     | 01/08/2020 |
| 883        | 9         | Amore criminale        | 01/09/2020 |
| 884        | 10        | L'idolo della vendetta | 01/10/2020 |
| 885        | 11        | Ginko senza più regole | 01/11/2020 |
| 886        | 12        | Vite al margine        | 01/12/2020 |

## Anno LX - 60 (2021)
| N° (serie) | N° (anno) | Titolo                   | Data       |
| ---------- | --------- | ------------------------ | ---------- |
| 887        | 1         | Vile inganno             | 01/01/2021 |
| 888        | 2         | In cambio di una vita    | 01/02/2021 |
| 889        | 3         | Tre detective            | 01/03/2021 |
| 890        | 4         | Il tormento di Altea     | 01/04/2021 |
| 891        | 5         | Caccia ai diamanti       | 01/05/2021 |
| 892        | 6         | La lunga attesa          | 01/06/2021 |
| 893        | 7         | Truffa dopo truffa       | 01/07/2021 |
| 894        | 8         | La miniera degli schiavi | 01/08/2021 |
| 895        | 9         | L'ombra del padre        | 01/09/2021 |
| 896        | 10        | Mai più segreti          | 01/10/2021 |
| 897        | 11        | Vincitori e vinti        | 01/11/2021 |
| 898        | 12        | Come per magia           | 01/12/2021 |

## Anno LXI - 61 (2022)
| N° (serie) | N° (anno) | Titolo                     | Data       |
| ---------- | --------- | -------------------------- | ---------- |
| 899        | 1         | Il marchio dell'assassino  | 01/01/2022 |
| 900        | 2         | Novecento minuti di furore | 01/02/2022 |
| 901        | 3         | La memoria inganna         | 01/03/2022 |
| 902        | 4         | La formula                 | 01/04/2022 |
| 903        | 5         | Le perle dimenticate       | 01/05/2022 |
| 904        | 6         | La testa del drago         | 01/06/2022 |
| 905        | 7         | Diamanti nei diamanti      | 01/07/2022 |
| 906        | 8         | La posta in gioco          | 01/08/2022 |
| 907        | 9         | L'inizio della fine        | 01/09/2022 |
| 908        | 10        | Prossimi alla fine         | 01/10/2022 |
| 909        | 11        | Tutto ha una fine          | 01/11/2022 |
| 910        | 12        | L’isola delle sorprese     | 01/12/2022 |

## Anno LXII - 62 (2023)
| N° (serie) | N° (anno) | Titolo                 | Data       |
| ---------- | --------- | ---------------------- | ---------- |
| 911        | 1         | Segreti di classe      | 01/01/2023 |
| 912        | 2         | Colpo a effetto        | 01/02/2023 |
| 913        | 3         | Nel nome dei Kant      | 01/03/2023 |
| 914        | 4         | Un piano sbagliato     | 01/04/2023 |
| 915        | 5         | Nel buio               | 01/05/2023 |
| 916        | 6         | La lama che uccide     | 01/06/2023 |
| 917        | 7         | La prova mancante      | 01/07/2023 |
| 918        | 8         | Un alibi perfetto      | 01/08/2023 |
| 919        | 9         | La scelta di Altea     | 01/09/2023 |
| 920        | 10        | Un giorno per morire   | 01/10/2023 |
| 921        | 11        | L'ultimo giorno        | 01/11/2023 |
| 922        | 12        | Ricatto internazionale | 01/12/2023 |

## Anno LXIII - 63 (2024)
| N° (serie) | N° (anno) | Titolo                 | Data       |
| ---------- | --------- | ---------------------- | ---------- |
| 923        | 1         | Lo sguardo negato      | 01/01/2024 |
| 924        | 2         | La pistola fumante     | 01/02/2024 |
| 925        | 3         | L'infiltrato           | 01/03/2024 |
| 926        | 4         | L'uomo che non c'era   | 01/04/2024 |
| 927        | 5         | La confraternita       | 01/05/2024 |
| 928        | 6         | La pedina              | 01/06/2024 |
| 929        | 7         | In attesa di giustizia | 01/07/2024 |
| 930        | 8         | Marchio di morte       | 01/08/2024 |
| 931        | 9         | Fino a prova contraria | 01/09/2024 |
| 932        | 10        | Scomparsa              | 01/10/2024 |
| 933        | 11        | Scelta obbligata       | 01/11/2024 |
| 934        | 12        | Fiori d'arancio        | 01/12/2024 |

## Anno LXIV - 64 (2025)
| N° (serie) | N° (anno) | Titolo                | Data       | Soggetto                                          | Sceneggiatura                                                             |
| ---------- | --------- | --------------------- | ---------- | ------------------------------------------------- | ------------------------------------------------------------------------- |
| 935        | 1         | Giovani vittime       | 01/01/2025 | Licia Ferraresi e Andrea Pasini                   | Roberto Altariva                                                          |
| 936        | 2         | Colpo triplo          | 01/02/2025 | Licia Ferraresi e Andrea Pasini                   | Roberto Altariva                                                          |
| 937        | 3         | L'idolo della foresta | 01/03/2025 | Mario Gomboli e Tito Faraci                       | Enrico Lotti e Alessandro Mainardi                                        |
| 938        | 4         | Vittima designata     | 01/04/2025 | Marcello Bondi e Roberto Altariva                 | Roberto Altariva                                                          |
| 939        | 5         | Il camaleonte         | 01/05/2025 | Mario Gomboli e Andrea Pasini                     | Rosalia Finocchiaro e Andrea Pasini                                       |
| 940        | 6         | Veleni e tradimenti   | 01/06/2025 | Roberto Altariva e Andrea Pasini                  | Roberto Altariva                                                          |
| 941        | 7         | Il quadro del mistero | 01/07/2025 | Angelo Palmas, Enrico Lotti e Alessandro Mainardi | Enrico Lotti e Alessandro Mainardi                                        |
| 942        | 8         | Ricordo di Bettina    | 01/08/2025 | Mario Gomboli e Andrea Pasini                     | Cornice: Enrico Lotti e Alessandro Mainardi - Flashback: Roberto Altariva |
| 943        | 9         | Game over             | 01/09/2025 | Enrico Lotti e Alessandro Mainardi                | Enrico Lotti e Alessandro Mainardi                                        |
| 944        | 10        |                       | 01/10/2025 |                                                   |                                                                           |
| 945        | 11        |                       | 01/11/2025 |                                                   |                                                                           |
| 946        | 12        |                       | 01/12/2025 |                                                   |                                                                           |